# Sri Lanka
Sri Lanka (singhalesisch ශ්‍රී ලංකා, śrī laṃkā, [ˌɕriːˈlaŋkaː]; Tamil இலங்கை, ilaṅkai), von 1796 bis 1972 Ceylon, ist ein Inselstaat im Indischen Ozean, 237 km (Westküste der Insel) östlich der Südspitze des Indischen Subkontinents, und hatte 2021 etwa 22 Millionen Einwohner. Die kürzeste Entfernung zwischen Indien (Kodiyakkarai) und Sri Lanka (Munasal) beträgt 54,8 km.
Die Insel war von der Antike bis zur Moderne ein strategischer Knotenpunkt für die Seefahrt zwischen Vorder- und Südostasien. Der Süden und die Gebiete um Anuradhapura waren Zentren des antiken Buddhismus; im Norden und Osten gab es hinduistische Tempelkomplexe. Sri Lanka ist heute eine multireligiöse und multiethnische Nation, in der neben dem Buddhismus und dem Hinduismus das Christentum und der Islam bedeutende Religionen sind. Die Singhalesen machen den größten Teil der Bevölkerung aus. Die Tamilen stellen die größte Minderheit. Andere ethnische Minderheiten sind die Moors, Malaien, Burgher und die indigene Bevölkerung Sri Lankas, die Veddas.
Sri Lanka ist bekannt für die Produktion und den Export von Tee (Ceylon), Kaffee, Kautschuk und Kokosnüssen. Die Insel ist aufgrund ihrer landschaftlichen Schönheit und ihres reichen Kulturerbes (zum Beispiel des Ayurveda, einer traditionellen Heilkunst) ein beliebtes Touristenziel.
Sri Lanka wurde über zwei Jahrtausende von verschiedenen lokalen Königreichen regiert, bis im 16. Jahrhundert große Teile der Insel von den Portugiesen und danach von den Niederländern kolonisiert wurden. Nur das Königreich Kandy im Hochland der Insel konnte sich gegen die Kolonisatoren behaupten. 1815 wurde ganz Sri Lanka Teil des Britischen Weltreichs. Während des Zweiten Weltkriegs diente Sri Lanka den Alliierten als eine strategisch wichtige Basis im Kampf gegen das japanische Kaiserreich. Seit Anfang des 20. Jahrhunderts gab es immer stärker werdende Unabhängigkeitsbestrebungen. Im Jahr 1948 wurde Sri Lanka nach friedlichen Verhandlungen von Großbritannien unabhängig. Seit der Unabhängigkeit ist der Staat durch die Gegensätze zwischen der singhalesischen Bevölkerungsmehrheit und der tamilischen Minderheit belastet. Zwischen 1983 und 2009 herrschte Bürgerkrieg in Sri Lanka zwischen tamilischen Separatisten und der von Singhalesen dominierten Zentralregierung. Die Menschenrechtsverbrechen des Bürgerkrieges sind bis heute nicht unabhängig aufgearbeitet. Zwischen 2005 und 2015 war Mahinda Rajapaksa Präsident des Landes und regierte das Land mit autoritärem Gestus. 2019 wurde Gotabaya Rajapaksa, der Bruder von Mahinda, zum Präsidenten gewählt, Mahinda wurde Premierminister. Unter den Brüdern kam es zu einem Kollaps der Wirtschaft 2022. Demonstrationen der Bevölkerung führten zur Absetzung der Rajapaksas und einer demokratischen Verfassungsreform im Oktober 2022.

## Geographie

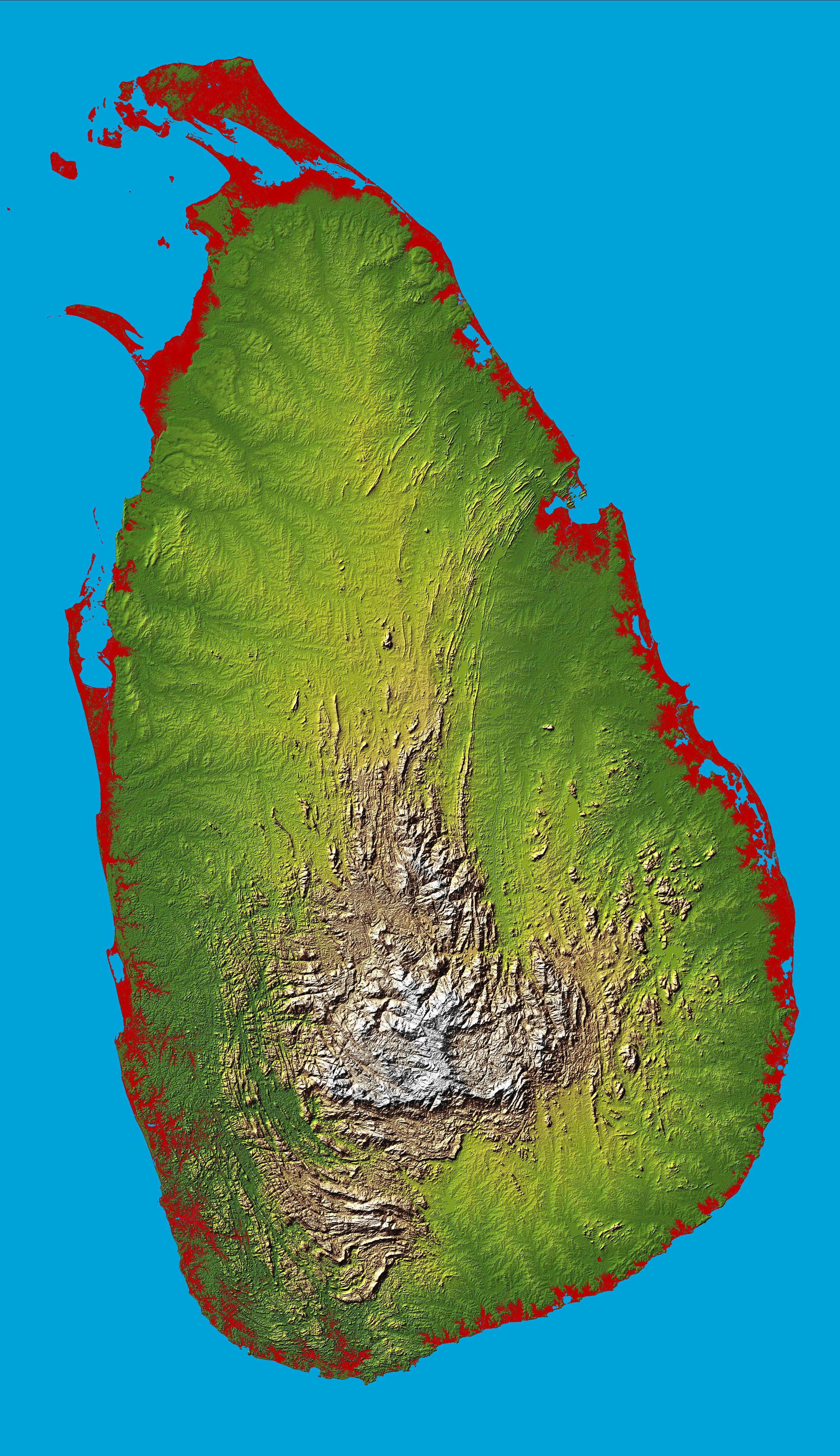
Topographie

### Pleistozän
Während der letzten Eiszeit war der indische Subkontinent flächenmäßig deutlich größer als heute; zu dieser Zeit war Sri Lanka mit Indien verbunden. Die Landmassen wurden wahrscheinlich zwischen 6000 und 3500 v. Chr. getrennt. Die „Adamsbrücke“ (eine Inselgruppe zwischen Talaimannar und Rameswaram in Indien) ist die letzte sichtbare Spur dieser Verbindung.

### Geographische Lage

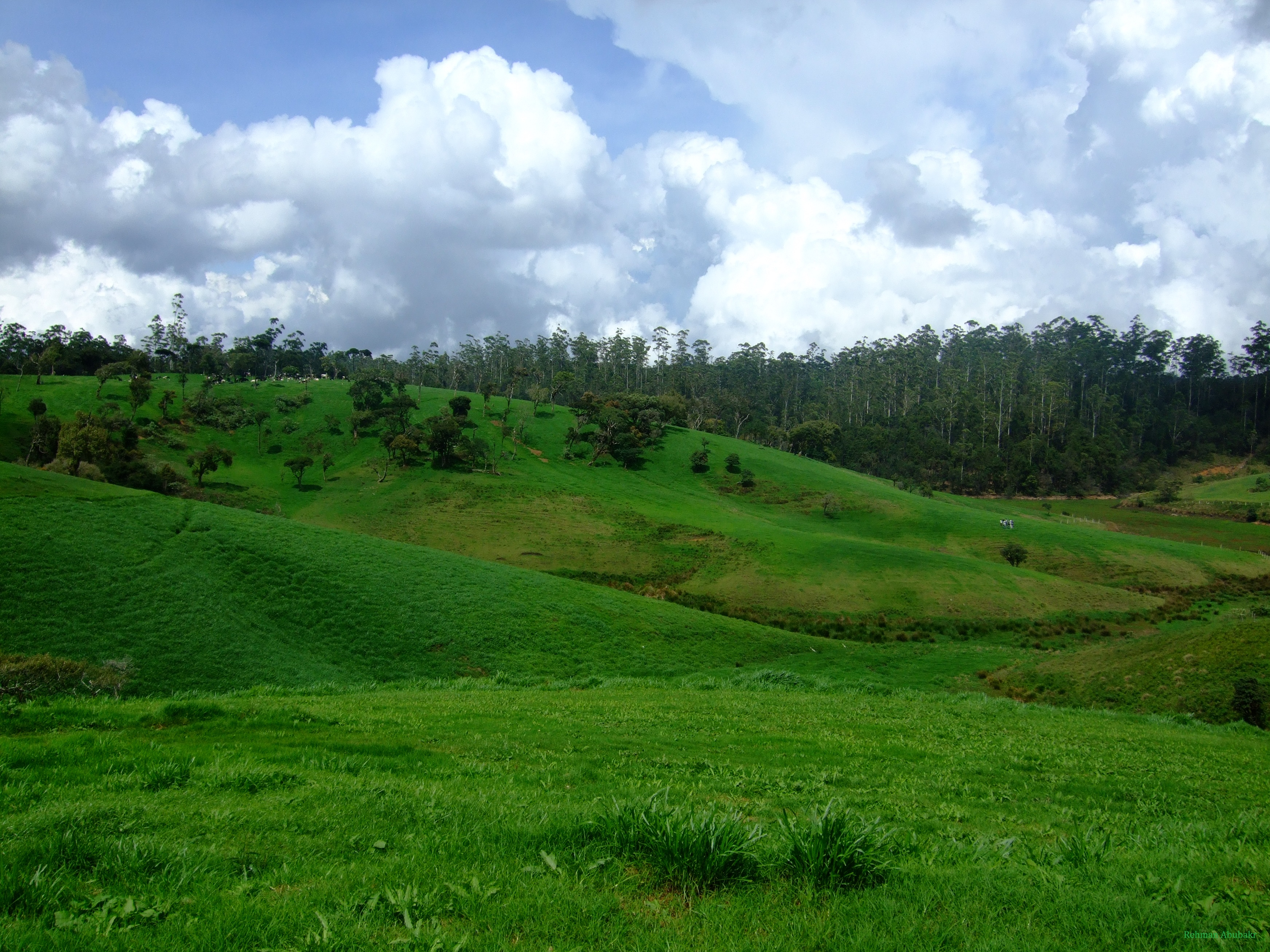
Hügeliges Grünland in Nuwara Eliya

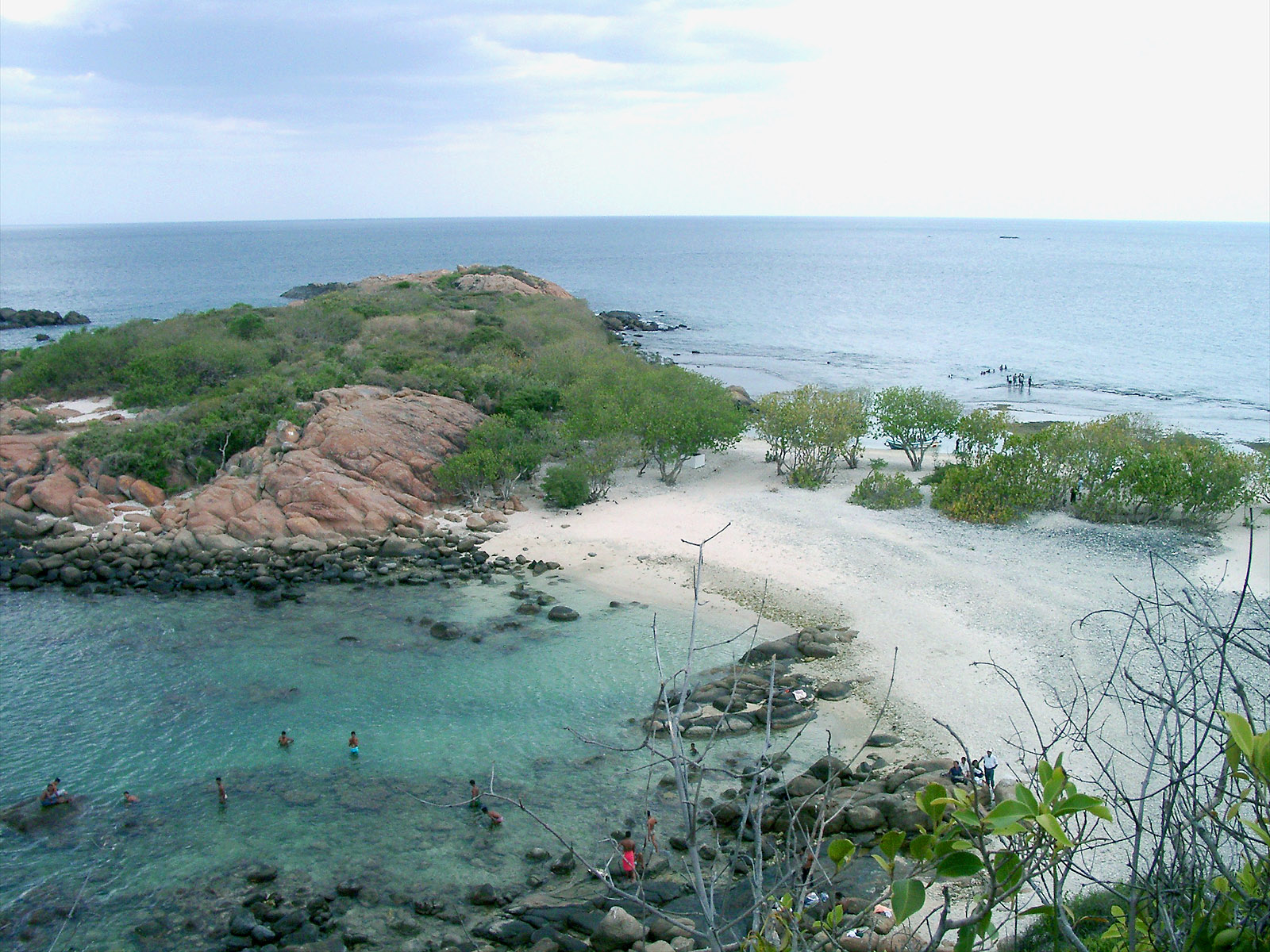
Pigeon Island (Trincomalee)

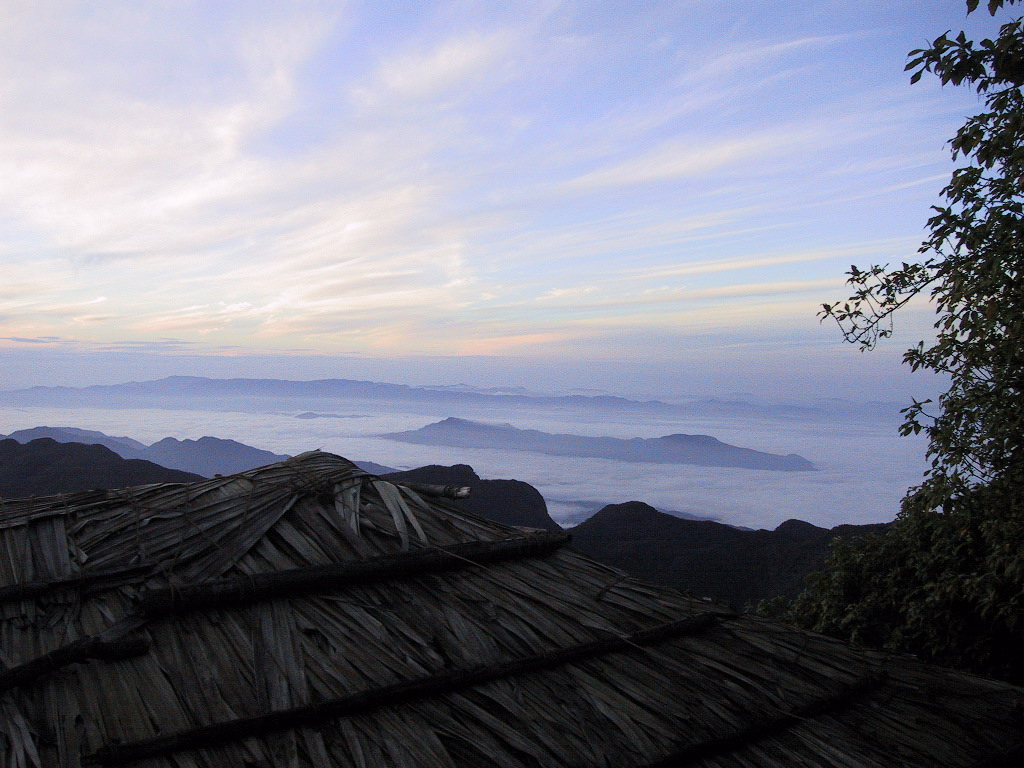
Sri Pada

Die Tropeninsel Sri Lanka liegt im Indischen Ozean südöstlich des indischen Subkontinents zwischen 6° und 10° nördlicher Breite sowie zwischen 79° und 82° östlicher Länge. Sie liegt etwa 800 km nördlich des Äquators und misst ca. 432 Kilometer in Nord-Süd- und 224 Kilometer in Ost-West-Richtung. Von Indien (Bundesstaat Tamil Nadu) ist sie durch die Palkstraße und den Golf von Mannar getrennt. Die Korallenfelsinseln der Adamsbrücke stellen eine lose Verbindung zwischen dem Nordwesten Sri Lankas und dem indischen Festland dar. Laut Berichten aus der britischen Kolonialzeit soll dieser natürliche Damm fast komplett gewesen sein, sei aber durch einen starken Sturm im Jahr 1480 zerstört worden. Die Palkstraße ist so schmal, dass man von Rameswaram die Küste Sri Lankas sehen kann. Die Südspitze der Insel ist der Dondra Head.
Sri Lanka kann in drei verschiedene Landschaften eingeteilt werden: das zentrale Hochland mit den berühmten Teeanbaugebieten und bis über 2500 m hohen Bergen, Tieflandebenen, die schon vor Jahrhunderten durch künstliche Bewässerung (siehe wewa) fruchtbar gemacht wurden, und den Küstenbereich mit Fischerei und Palmenstränden.
Das zentrale Hochland im Südzentrum Sri Lankas ist das Herz des Landes. Im Kern des Hochlandes liegt ein in Nord-Süd-Richtung 65 Kilometer langes Hochplateau. Höchste Erhebung des Landes ist der Pidurutalagala mit 2524 m über dem Meeresspiegel. Vom südlichen Ende des Plateaus aus erstrecken sich zwei Gebirgsmassive, eines 50 Kilometer in den Osten zum Namunakula (2036 m) und eines 50 Kilometer in den Westen zum Sri Pada (2243 m). Der Sri Pada ist der wichtigste Berg für verschiedene Religionen.
Im Westen und Osten grenzt das Zentrum des Hochlandes an zwei Plateaus; im Norden und Süden liegen weitere Gebirge, die jeweils durch Täler vom Zentrum getrennt sind.
Der größte Teil der Insel besteht aus großen tropischen Ebenen, die etwa 30 bis 200 Meter über dem Meeresspiegel liegen. Im Südwesten gehen Gebirgsgrate und Täler langsam in das zentrale Hochland über. Im Südosten finden sich mit Laterit bedeckte Ebenen und Hügel. Der Übergang von der Ebene zum zentralen Hochland ist abrupt, sodass das Gebirge wie eine Wand wirkt. Die Ebene im Norden und im Osten ist flach und von engen Granitgraten in Richtung Hochland zergliedert.
Der mit Abstand längste Fluss ist der Mahaweli, der auch das größte Einzugsgebiet hat. Sri Lanka weist zahlreiche Wasserfälle auf, die zum Teil touristische Anziehungspunkte sind. Der höchste Wasserfall ist der 241 Meter hohe Bambarakanda-Wasserfall.
Die Insel wird von einem 30 Meter über dem Meeresspiegel liegenden Küstengürtel umschlossen. Die Küsten Sri Lankas bestehen zumeist aus Sandstränden. Die Küstenlänge beträgt etwa 1790 Kilometer.

### Geologie
Mehr als 85 Prozent der Oberfläche Sri Lankas liegen auf einem zum Teil über zwei Milliarden Jahre alten präkambrischen Grundgebirge. Die metamorphe Gesteinsoberfläche entstand durch die Transformation von sehr alten Sedimenten. Die Theorie der Plattentektonik vermutet, dass diese Kratone, die den größten Teil des indischen Subkontinents bilden, Gondwana angehörten. Vor 200 Millionen Jahren trennte sich der indische Subkontinent von Gondwana und steuerte auf die asiatische Platte zu. Nachdem vor 45 Millionen Jahren Indien mit der asiatischen Platte kollidiert war, trennte sich Sri Lanka durch Erdbeben oder vulkanische Ereignisse vom indischen Festland.
Sri Lanka ist reich an Bodenschätzen. So kommen neben Eisenerz auch Zinnerz, Mangan, Molybdän, Nickel, Cobalt, Arsen, Wolfram, Tellur und etwas Gold vor. An Edelsteinen werden Rubine, Saphire, Topase und Spinelle gewonnen.

### Klima

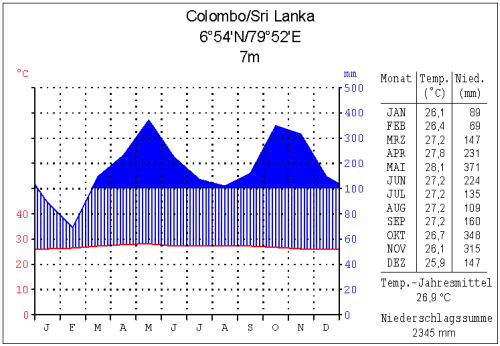
Klimadiagramm Colombo

Klimadiagramm Trincomalee

Das Klima Sri Lankas ist tropisch mit unterschiedlichen Niederschlagsverhältnissen, bedingt durch die Monsune. Durch seine Lage zwischen dem 5. und 10. nördlichen Breitengrad hat das Land ein warmes Klima mit milden Meeresbrisen und hoher Luftfeuchtigkeit. Die Durchschnittstemperaturen reichen von 16 Grad Celsius in Nuwara Eliya im zentralen Hochland (wo es im Winter sogar Schnee und Frost geben kann) bis zu 32 Grad Celsius in Trincomalee an der Nordostküste des Landes. Die Durchschnittsjahrestemperatur für das gesamte Land liegt zwischen 28 Grad Celsius und 30 Grad Celsius. Der kälteste Monat ist der Januar und der Mai der wärmste.
Während der Südwesten des Landes (siehe Klimadiagramm Colombo) immerfeucht mit zwei deutlichen Niederschlagsmaxima im Mai und Oktober ist, bringt der Südwestmonsun an der Nordost- und Ostküste nur geringe Niederschläge, da sich dieser Bereich im Lee des zentralen Gebirges befindet. Dort fallen die meisten Niederschläge während des Nordostmonsuns im November und Dezember (siehe Klimadiagramm Trincomalee). Das Niederschlagsmuster wird durch die Monsunwinde aus dem Indischen Ozean und dem Golf von Bengalen beeinflusst und wird durch vier Jahreszeiten bestimmt. In der ersten Jahreszeit von Mitte Mai bis Oktober bringen Südwestwinde Feuchtigkeit aus dem Indischen Ozean. Wenn diese Winde auf das zentrale Hochland treffen, entstehen heftige Regenschauer am Gebirge und im Südwesten des Landes. Der Osten und der Nordosten der Insel bekommen in dieser Zeit wenig Regen. In der zweiten Jahreszeit von Oktober bis November treten periodische Windböen und manchmal auch Zyklone auf, die trübes Wetter zur Insel bringen. In der dritten Jahreszeit, von Dezember bis März, bringt der Nordostmonsun Feuchtigkeit aus dem Golf von Bengalen in den Norden und Nordosten des Landes. Die letzte Jahreszeit von März bis Mitte Mai bringt wenig Niederschlag.

### Flora und Fauna
Sri Lanka ist mit einer großen Anzahl an endemischen Pflanzen- und Tierarten einer der Biodiversitäts-Hotspots in Asien.
Entsprechend den Niederschlagsverhältnissen verändert sich die Vegetation von West nach Ost: Im Bereich der höchsten Niederschläge herrscht tropischer Regen- und Bergwald vor, während im Norden und Osten xerophytische Buschvegetation anzutreffen ist. Neben ausschließlich auf Sri Lanka beheimateten Pflanzen finden sich auch vorderindische, südostasiatische und malaiische Arten.
In Anuradhapura steht der Bodhibaum, der älteste historisch bekannte Baum der Welt. Es handelt sich um einen Ficus religiosa, und zwar um einen unmittelbaren Ableger des ursprünglichen Bodhibaumes in Bodh-Gaya in Indien, unter dem Buddha erleuchtet worden sein soll. Je ein direkter Ableger des Baumes in Anuradhapura steht in jedem buddhistischen Tempel auf Sri Lanka.
Wichtige Kulturpflanzen sind Kokos, Reis, Zuckerrohr, Teesträucher, Indigo, Tabak, Kaffee und Chinarinde sowie eine Vielzahl von Gewürzpflanzen (Chili, Zimt, Kurkuma).
Auf Sri Lanka gibt es Warane, Krokodile und auch Riesenschlangen wie den Hellen Tigerpython, der in einer Unterart vorkommt. Weiterhin findet man verschiedene Affen (Hutaffen, Hanuman-Languren und Weißbart-Languren) sowie Sambars, Axishirsche und Wildschweine. Auf Sri Lanka gibt es noch größere wild lebende Bestände der stark gefährdeten Asiatischen Elefanten. Außerdem ist die Insel Heimat des Sri-Lanka-Leoparden. Diese Unterart ist mit weniger als 400 bis 600 Tieren vom Aussterben bedroht. Auffällig ist eine große Population verwilderter Hunde. Allgegenwärtig sind Geckos. Die artenreiche und bunte Vogelwelt Sri Lankas bietet weiße und andere Reiher, riesige Schwärme von Kormoranen, die reiche Fischbeute aus den vielen Stauseen gewinnen, Papageien und Krähen.

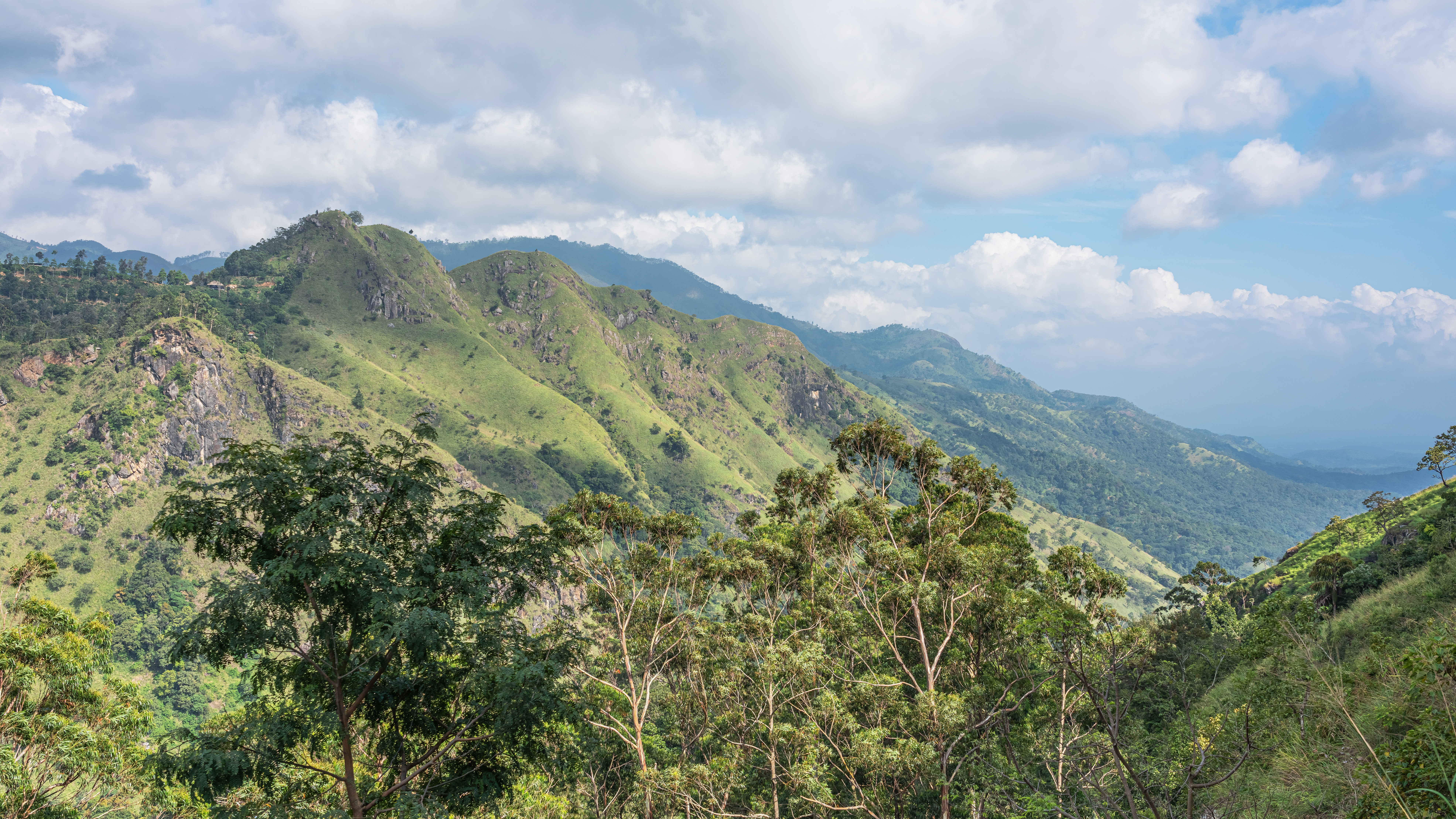
Sri-lankischer Bergwald
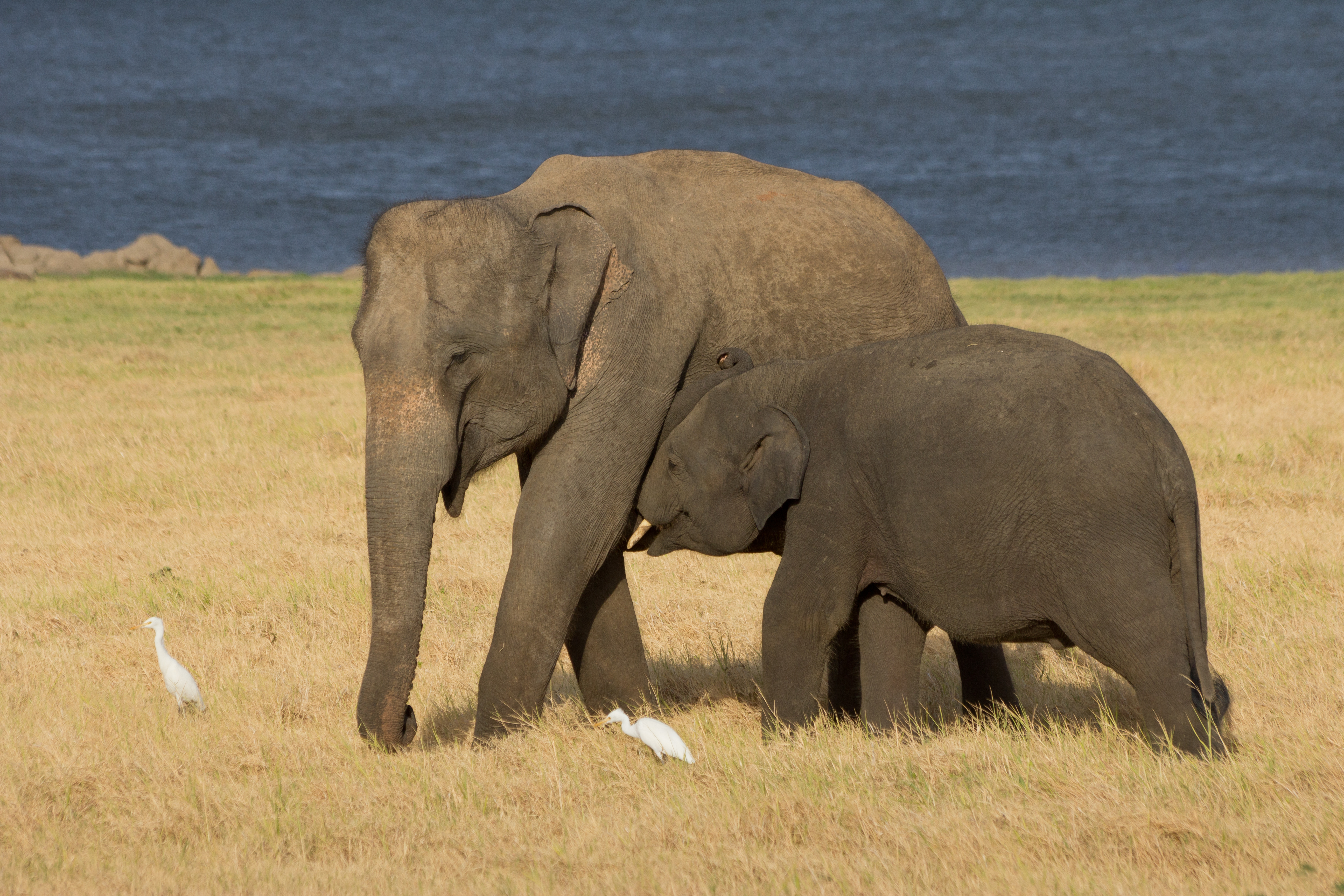
Asiatische Elefanten
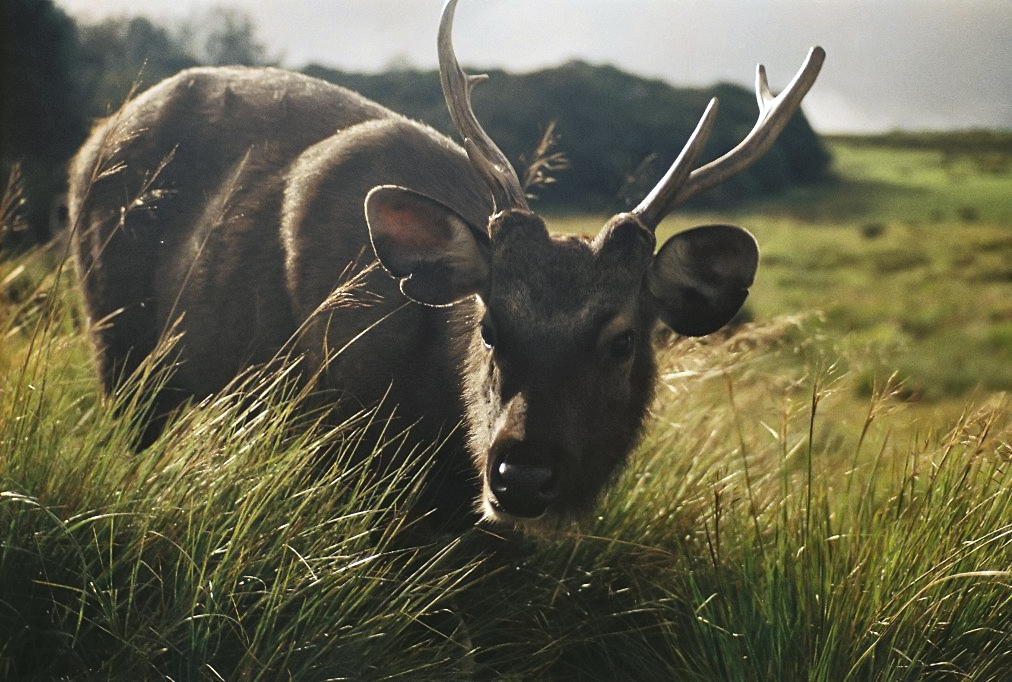
Sambar
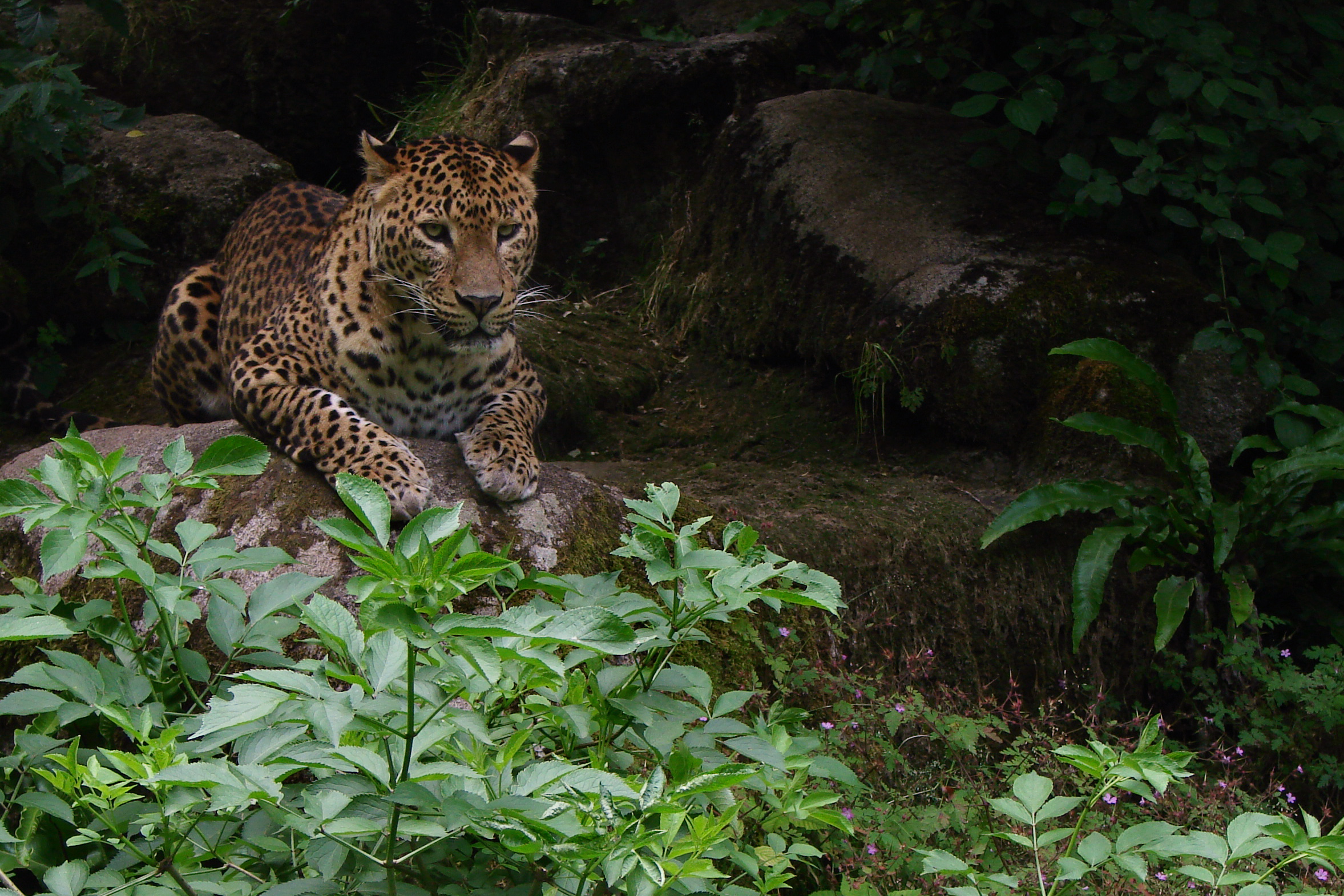
Sri-Lanka-Leopard

### Administrative Gliederung
Sri Lanka ist administrativ in neun Provinzen und 25 Distrikte untergliedert.
Die Distrikte werden weiter in 331 Divisional secretary’s divisions untergliedert.
Auf der untersten Verwaltungsebene gibt es 14.022 Dorfbezirke (Grama Niladhari Divisions, Sinhala: ග්‍රාම නිලධාරී).
Jede Provinz wird durch einen direkt gewählten Provinzrat verwaltet:
| # | Provinz                  | Hauptstadt   | Distrikte                                         | Fläche (km²) | Bevölkerung 2017 |
| - | ------------------------ | ------------ | ------------------------------------------------- | ------------ | ---------------- |
| 1 | Zentralprovinz           | Kandy        | Kandy, Matale, Nuwara Eliya                       | 05.674       | 2.722.000        |
| 2 | Nördliche Zentralprovinz | Anuradhapura | Anuradhapura, Polonnaruwa                         | 10.472       | 1.349.000        |
| 3 | Nordprovinz              | Jaffna       | Jaffna, Kilinochchi, Mannar, Vavuniya, Mullaitivu | 08.884       | 1.119.000        |
| 4 | Ostprovinz               | Trincomalee  | Ampara, Batticaloa, Trincomalee                   | 09.996       | 1.677.000        |
| 5 | Nordwestprovinz          | Kurunegala   | Kurunegala, Puttalam                              | 07.888       | 2.508.000        |
| 6 | Südprovinz               | Galle        | Galle, Hambantota, Matara                         | 05.544       | 2.611.000        |
| 7 | Uva                      | Badulla      | Badulla, Monaragala                               | 08.500       | 1.349.000        |
| 8 | Sabaragamuwa             | Ratnapura    | Kegalle, Ratnapura                                | 04.968       | 2.028.000        |
| 9 | Westprovinz              | Colombo      | Colombo, Gampaha, Kalutara                        | 03.684       | 6.081.000        |

Von 1987 bis 2007 waren Nord- und Ostprovinz zur Nordostprovinz vereinigt. Die Vereinigung wurde 2006 jedoch durch das oberste Gericht für ungültig erklärt, so dass die Provinz ab 2007 wieder in die ursprünglichen Provinzen getrennt wurde.

### Städte
Im Jahr 2023 lebten 19 Prozent der Einwohner Sri Lankas in Städten. Die fünf größten Städte sind (Stand Zensus 2012):
1. Colombo: 561.314 Einwohner
2. Kaduwela: 252.041 Einwohner
3. Maharagama: 196.423 Einwohner
4. Kesbewa: 185.122 Einwohner
5. Dehiwala-Mount Lavinia: 184.468 Einwohner

## Bevölkerung

### Demografie

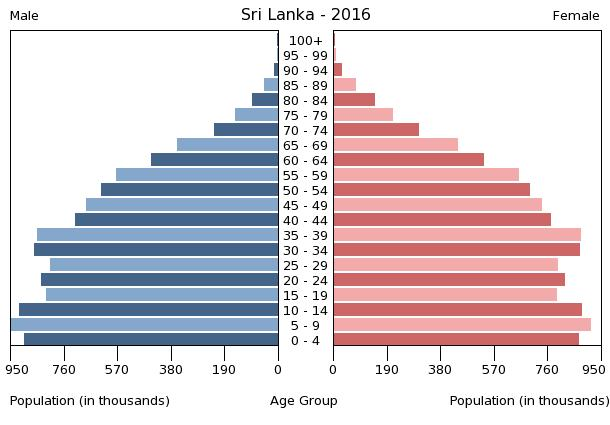
Bevölkerungspyramide von Sri Lanka 2016

Sri Lanka hatte 2023 22,0 Millionen Einwohner. Die Einwohnerzahl sank um 0,7 %. Trotz eines Geburtenüberschusses (Geburtenziffer: 13,8 pro 1000 Einwohner vs. Sterbeziffer: 7,3 pro 1000 Einwohner) sank die Bevölkerung durch Migration. Die Anzahl der Geburten pro Frau lag 2022 statistisch bei 2,0, die der Region Süd-Asien betrug 2,2. Die Lebenserwartung der Einwohner Sri Lankas ab der Geburt lag 2022 bei 76,6 Jahren. Der Median des Alters der Bevölkerung lag im Jahr 2021 bei 32,5 Jahren. Im Jahr 2023 waren 22,4 Prozent der Bevölkerung unter 15 Jahre, während der Anteil der über 64-Jährigen 11,9 Prozent der Bevölkerung betrug.
Sri Lanka ist ein Auswanderungsland und Millionen Sri Lanker leben im Ausland, vor allem in den arabischen Golfstaaten und in den USA bzw. Großbritannien. Im Jahre 2017 waren nur 0,2 % der Bevölkerung im Ausland geboren.
| Jahr | Einwohnerzahl | Jahr | Einwohnerzahl |
| ---- | ------------- | ---- | ------------- |
| 1950 | 7.971.000     | 1990 | 17.330.000    |
| 1960 | 9.874.000     | 2000 | 18.782.000    |
| 1970 | 12.486.000    | 2010 | 20.198.000    |
| 1980 | 15.036.000    | 2020 | 21.919.000    |

### Bevölkerungsstruktur
Die dominierende Bevölkerungsgruppe Sri Lankas sind die Singhalesen. Nach der Volkszählung 2012 stellen sie 74,9 Prozent der Bevölkerung der Insel. Die größte ethnische Minderheit sind mit insgesamt 15,4 Prozent der Bevölkerung die Tamilen, die sich in Sri-Lanka-Tamilen und indische Tamilen aufteilen. Die einheimischen Sri-Lanka-Tamilen stellen 11,2 Prozent der Bevölkerung und siedeln in der Nord- und Ostprovinz. Die indischen Tamilen sind Nachfahren von Tamilen, die während der britischen Kolonialzeit aus Südindien (Tamil Nadu) als Plantagenarbeiter nach Sri Lanka einwanderten. Ihr Bevölkerungsanteil beträgt 4,2 Prozent, die meisten von ihnen leben in den Teeanbaugebieten im zentralen Hochland. 9,2 Prozent der Bevölkerung Sri Lankas sind Moors, tamilischsprachige Muslime, die sich selbst als Nachfahren arabischer Händler identifizieren. Sie sind über die ganze Insel verstreut, am höchsten ist ihr Bevölkerungsanteil in der Ostprovinz. Kleinere Minderheiten sind die 40.000 Malaien, deren Vorfahren während der niederländischen und britischen Kolonialzeit aus dem heutigen Indonesien und Malaysia einwanderten, und die 37.000 Burgher, Nachfahren europäischer Kolonisten und einheimischer Frauen. Die Ureinwohner Sri Lankas, die Veddas, sind fast völlig verdrängt worden und werden nur noch auf einige hundert Individuen geschätzt.
Die Singhalesen sprechen Singhalesisch (Sinhala), eine indoarische Sprache, die Tamilen und Moors dagegen Tamil, das zur Gruppe der dravidischen Sprachen gehört. Englisch ist als Verkehrs- und Bildungssprache weit verbreitet. Nach der Verfassungsergänzung von 1987 sind Singhalesisch und Tamil die Amts- und Nationalsprachen Sri Lankas, Englisch ist als Verbindungssprache anerkannt.
Ethnischer Konflikt
Seit über 2000 Jahren leben Singhalesen und Tamilen auf Sri Lanka. Bei den Tamilen auf Sri Lanka wird zwischen indischen Tamilen und Sri-Lanka-Tamilen unterschieden. Die meisten indischen Tamilen wurden während der englischen Kolonialzeit aus Südindien (Tamil Nadu) als Plantagenarbeiter nach Sri Lanka gebracht. Sie sind in den zentralen Gebirgen Sri Lankas angesiedelt, während die einheimischen Tamilen in den nordöstlichen Küstengebieten leben. Häufig verwechselt man die Geschichte der Indien-Tamilen mit derjenigen der einheimischen Tamilen, was zu dem gelegentlich geäußerten Irrtum führt, Tamilen seien erst ab dem 19. Jahrhundert nach Sri Lanka eingewandert. Der Bürgerkrieg wurde zwischen den Singhalesen und den einheimischen Tamilen ausgetragen.
Kolonialzeit
Das hauptsächliche Konfliktpotential zwischen Singhalesen und Tamilen stammt aus der Kolonialzeit. Damals wurden die Tamilen als mehrheitlich schriftkundige Bevölkerungsgruppe bevorzugt als Verwaltungsbeamte herangezogen und deshalb von den Singhalesen mit der Kolonialmacht identifiziert. Mit der Unabhängigkeit wollten nationalistische Singhalesen diesen Machtvorsprung der Tamilen beseitigen. Tamil sollte ebenso wie Englisch aus den Amtsstuben und dem öffentlichen Leben verbannt werden; Sinhala sollte die allgemeine Sprache sein. Für die Mehrheit der Tamilen, die es zum großen Teil nicht beherrschte, war das weder praktikabel noch akzeptabel. Es kam im Tamilengebiet zu bewaffneten Protesten und zur Bildung politischer Bewegungen mit einem Spektrum von Zielen zwischen föderalen Gebietslösungen, Separationsbestrebungen und Anschlussbestrebungen an Indien.
Unabhängigkeit

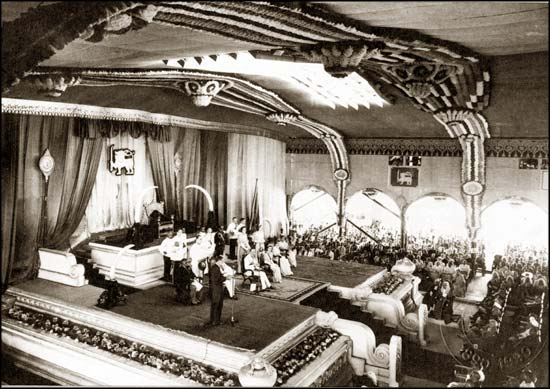
Formale Eröffnung des ersten Parlaments Sri Lankas, welche den Beginn der Unabhängigkeit markierte

Kurz vor der Unabhängigkeit 1948 hatten die Tamilen einen verfassungsmäßigen Minderheitenschutz mit der Garantie für die Erhaltung ihrer Menschenrechte verlangt. G. G. Ponnambalam, der Führer des Tamil Congress, hatte von der britischen Soulbury-Kommission, welche für die Leitung des Unabhängigkeitsprozesses Sri Lankas verantwortlich war, ein Gleich-Wahlrecht für die Tamilen gefordert. Laut diesem Wahlrecht sollten die Tamilen trotz ihres relativ geringen Anteils an der Gesamtbevölkerung (ca. 15 %) als gleich stark vertretene Stimme angesehen werden. Diese Forderung blieb jedoch erfolglos, und die Briten verließen die Insel, während die politische Macht an die United National Party (UNP) ging. Zum Gründungszeitpunkt bestand die Koalition aus singhalesischen, tamilischen und muslimischen Parteien. So waren mit G. G. Ponnambalam und C. Sundaralinkam zwei tamilische Minister im Kabinett.
Der Wahlsieg der Sri Lanka Freedom Party (SLFP) 1956, die mit patriotischen Parolen geworben hatte, führte zu einer pro-singhalesischen Politik. Die Bevorzugung der tamilischen Bevölkerungsminderheit während der Kolonialzeit hinsichtlich Bildung und Profession (etwa in der Kolonialverwaltung) wurde von der singhalesischen Mehrheit als soziale Ungerechtigkeit angesehen. Ziel der Regierung war es, die überproportionale Vertretung tamilischer Minderheiten in Verwaltungs-, Bildungs- und Wirtschaftsbereichen zu reduzieren und an die aktuelle Demographiesituation anzupassen. Dies führte zur Bevorzugung der singhalesischen Sprache und des Buddhismus und zu einer Quotenregelung auf Basis der regionalen Zugehörigkeit für die Universitätszulassungen. Diese Entwicklung wurde von der tamilischen Minderheit als künftige Bedrohung betrachtet.
Die sri-lankische Bevölkerungsexplosion und Jugendarbeitslosigkeit von Tamilen und Singhalesen erschwerte die politische Situation, da die Regierungen nach der Unabhängigkeit keine konkreten Maßnahmen zur Minderung der Jugendarbeitslosigkeit anbieten konnten. Daraus resultierte der marxistische Aufstand eines Teils der singhalesischen Jugend („Janatha Vimukthi Peramuna“) im Jahr 1971. Gleichzeitig entwickelte sich eine Tendenz eines Teils der tamilischen Jugend zum bewaffneten Aufstand, unterstützt durch marxistische Ideologie.
1970 schlossen sich mehrere tamilische Parteien zur Tamil United Liberation Front (TULF) zusammen, die einen eigenen Tamilenstaat (Tamil Eelam, gesprochen ˈtamiɭ ˌiːlam, dt. tamilisches Lanka) im Norden und Osten der Insel fordert.
Am Ende der Regierungszeit der SLFP unter Sirimavo Bandaranaike war der Konflikt vorübergehend beruhigt. Trotz dieser Annäherungen gab es weiterhin Konflikte zwischen beiden Ethnien. Radikale tamilische Gruppierungen bestanden noch immer auf einer Separation. Aus diesen Gruppen stach besonders die radikale LTTE hervor, welche auch moderate Tamilen, die anderen Konfliktlösungen gegenüber offen waren, wie z. B. Alfred Dureiappa (Bürgermeister von Jaffna 1975) oder Amirthalingam, Führer der TULF, ermorden ließ. Später wurden der LTTE auch ethnische Säuberungen in Jaffna und Massenmord an singhalesischen Bauern vorgeworfen.
Die United National Party (UNP), bestehend aus Singhalesen, Tamilen und Muslimen, siegte 1977 mit verfassungsändernder Mehrheit unter Junius Richard Jayawardene. Er verweigerte den tamilischen Abgeordneten ihre quotenmäßig garantierten Parlamentssitze unter dem generalisierten Vorwurf des Separatismus und erklärte sie sämtlich zu Staatsfeinden. Ferner veränderte er die Verfassung und setzte sich an die Spitze eines Präsidialsystems nach französischem Vorbild. J. R. Jayawardene war im Vergleich zu seinen Nachfolgern relativ erfolgreich, weil er von außen die Unterstützung der westlichen Mächte und im Innern die der Minderheiten der Tamilen, Muslimen und Christen bekam.
Bürgerkrieg
Durch Jayawardenes Politik eskalierte der Konflikt zwischen Tamilen und Singhalesen ab dem Juli 1983. Die radikalen Liberation Tigers of Tamil Eelam (LTTE), die einen unabhängigen Tamilenstaat im Norden und Osten der Insel forderten, erhielten starken Zulauf. 1986 eroberten die Milizen der LTTE die fast ausschließlich von Tamilen bewohnte Jaffna-Halbinsel und weite Teile der Nordzentral- und der Ostprovinzen, die hauptsächlichen Siedlungsgebiete der Tamilen. Die Entsendung indischer Friedenstruppen  unter Zustimmung der Regierung Sri Lankas im Juni 1987 stieß auf Ablehnung der LTTE, wodurch die Kämpfe sich ausweiteten. Durch häufiges Fehlverhalten machten sich die indischen Truppen zudem bei beiden Konfliktparteien unbeliebt, so dass es sogar zur Zusammenarbeit zwischen der sri-lankischen Regierung und den Rebellen (mitsamt verdeckten Waffenlieferungen) kam, um die Friedenstruppe zu vertreiben. Nach zwei Jahren zogen sich die indischen Truppen zurück, ohne dass der Konflikt gelöst worden war.
Mitte der 1990er Jahre eskalierten die Auseinandersetzungen zwischen Singhalesen und Tamilen erneut, als Regierungstruppen im Dezember 1995 die Jaffna-Halbinsel zurückeroberten. Im November 1999 lancierten die Liberation Tigers eine Großoffensive im zentralen Norden des Landes, ehe im Februar 2002 ein Waffenstillstand zwischen der sri-lankischen Regierung und den tamilischen Rebellen geschlossen wurde. Dem folgten Friedensverhandlungen zwischen Singhalesen und Tamilen in Genf, die aber im Februar 2006 scheiterten. Durch ihr brutales Vorgehen, zum Beispiel den Einsatz von Selbstmordkommandos (Black Tigers), haben sich die LTTE viele ausländische Sympathien verspielt und werden von der EU und den USA mittlerweile als terroristische Vereinigung angesehen.
Am 12. August 2005 wurde Außenminister Lakshman Kadirgamar ermordet. Ein politischer Hintergrund lag nahe, wobei die Täterschaft nicht geklärt werden konnte. Die LTTE bestritt, den Anschlag verübt zu haben.
Anfang August 2006 flüchteten nach Schätzungen des Roten Kreuzes 6000 bis 7000 Familien aus der überwiegend von Muslimen bewohnten Stadt Mutur (Mooduthara auf Sinhala), in der der Bürgerkrieg wieder aufflammte. Im August verschärften sich die Gefechte massiv. Alleine am 12. August wurden weit über 200 Menschen getötet, darunter ein ranghoher Vermittler im Friedensprozess. Auch im August war der Zugang zur Krisenregion durch ausländische Helfer erschwert, Lebensmittel waren knapp.
Im März 2007 stand Sri Lanka kurz vor einem Kriegsausbruch, nachdem die Armee im Januar eine Großoffensive gegen die LTTE startete. Etwa 150.000 Menschen flüchteten.
Am 2. November 2007 kam der Chef des politischen Flügels und Verhandlungsführer der LTTE, S. P. Thamilselvan bei einem Luftschlag der sri-lankischen Luftwaffe ums Leben, was einen weiteren Rückschlag für die Friedensverhandlungen bedeutete.
Das Waffenstillstandsabkommen zwischen der LTTE und der Regierung wurde am 2. Januar 2008 von der Regierung aufgekündigt. Wenige Stunden vor Ablauf des mit einer zweiwöchigen Kündigungsfrist versehenen Abkommens kam es in der Nähe des südöstlich gelegenen Ortes Buttola zu einem Sprengstoffanschlag auf einen Bus, bei dem mindestens 22 Menschen starben. Als Urheber wird die LTTE vermutet.
Zunächst konnten mehrere Gebiete durch Regierungstruppen wieder zurückerobert werden, der Vormarsch kam jedoch vor der Stadt Kilinochchi ins Stocken. Erst am 1. Januar 2009 nahm die Armee Sri Lankas die LTTE-Hochburg im Norden nach einer Offensive ein.
Am 25. Januar 2009 wurde Mullaitivu von der sri-lankischen Armee eingenommen. Die LTTE verlor damit die letzte noch von ihr kontrollierte Stadt. Im Kampfgebiet waren nach Angaben der Vereinten Nationen rund 250.000 Zivilisten eingeschlossen. Im Mai konnte das Militär auch den letzten von der LTTE kontrollierten Küstenstreifen einnehmen. Der Machtbereich der LTTE konzentrierte sich nur noch auf eine wenige Quadratkilometer große Region im Nordosten der Insel.
Die Kämpfe zwischen der LTTE und der sri-lankischen Armee forderten im Frühjahr 2009 tausende von Todesopfern unter der Zivilbevölkerung, bis zu 200.000 Menschen mussten die von den Rebellen gehaltene Region verlassen und konnten nur unzureichend versorgt werden. Angesichts der humanitären Situation hat der Sicherheitsrat der Vereinten Nationen am 13. Mai 2009 erstmals eine offizielle Stellungnahme zum Bürgerkrieg in Sri Lanka formuliert und die Konfliktparteien aufgefordert, sich für die Sicherheit der noch eingeschlossenen Bevölkerung einzusetzen und die Flüchtlinge zu versorgen.
Ende des Bürgerkriegs
Angesichts der Geländegewinne im Mai 2009 erklärte der sri-lankische Präsident Mahinda Rajapaksa am 16. Mai 2009 die LTTE für besiegt und den Bürgerkrieg für beendet. Die verbleibenden Rebellen seien vom Militär eingekesselt, über das Schicksal des Rebellenführers Velupillai Prabhakaran war zunächst nichts bekannt. Über die Website Tamilnet erklärte die LTTE, die Waffen ruhen zu lassen, um die Zivilbevölkerung nicht weiter zu gefährden.
Nach bestätigten Angaben der Armee Sri Lankas wurden Velupillai Prabhakaran und die gesamte Führungselite der LTTE bei der Flucht vor Regierungstruppen am 18. Mai 2009 von einer Sondereinheit erschossen.
2021
Auf dem Protestmarsch von Pottuvil nach Polikandy vom 3. bis 7. Februar 2021 artikulierten tamilische und moorische Minderheiten wiederum ihren Willen zu politischer Teilhabe.

### Religionen

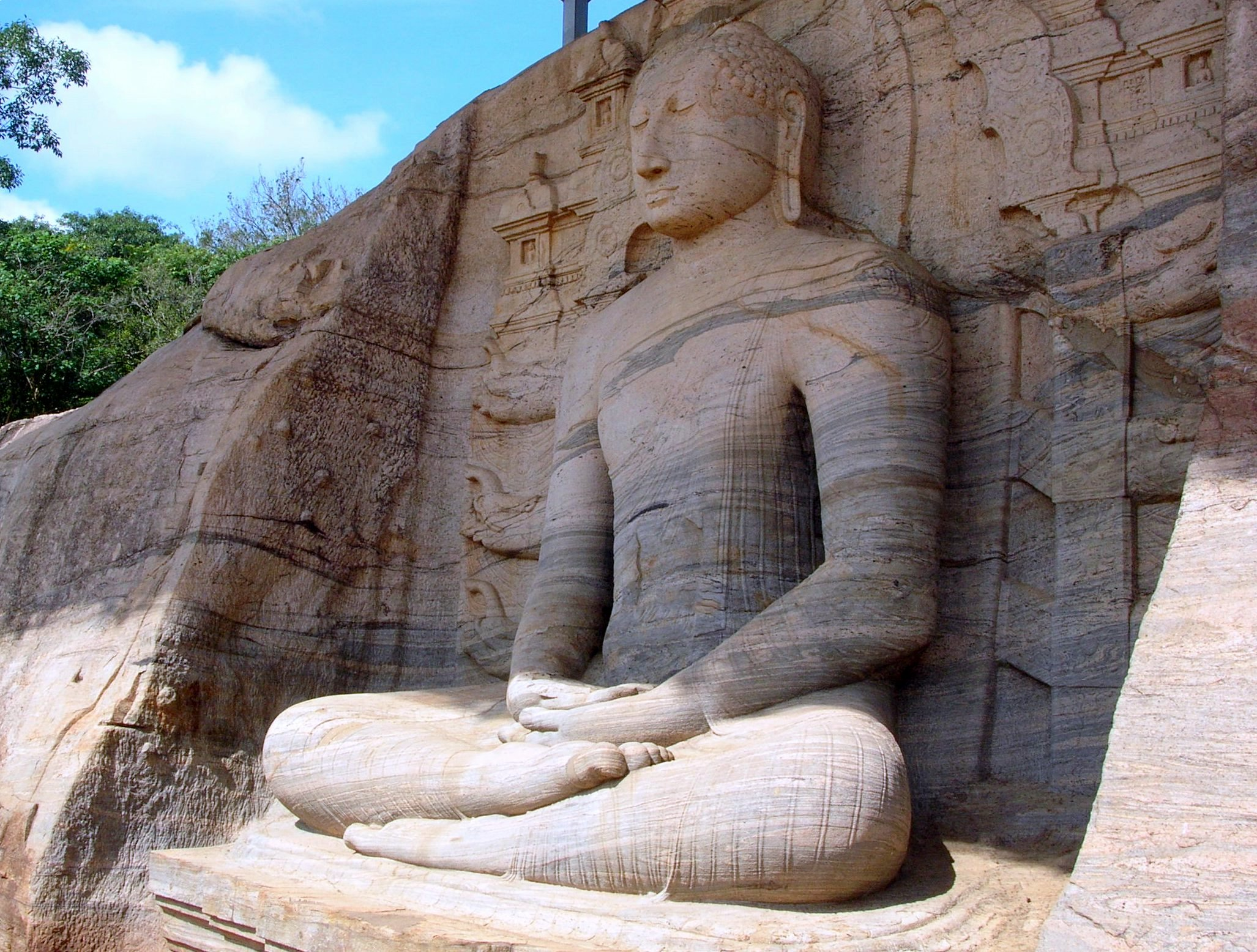
Buddhastatue im Gal-Viharaya-Felsentempel in Polonnaruwa

Nach der Volkszählung 2012 sind 70,2 Prozent der Bevölkerung Sri Lankas Buddhisten, 12,6 Prozent Hindus, 9,7 Prozent Muslime und 7,4 Prozent Christen (6,1 Prozent Katholiken und 1,3 Prozent andere). In der Verteilung der Religionen spiegelt sich die ethnische Aufteilung der Bevölkerung Sri Lankas wider: Die Singhalesen sind größtenteils Buddhisten, die Tamilen mehrheitlich Hindus und die Moors ausschließlich Muslime. Daneben gibt es unter Tamilen und Singhalesen christliche Minderheiten.
Vom 8. bis 11. Jahrhundert war unter den Buddhisten das Mahayana weit verbreitet. Seit dem 12. Jahrhundert gehören die Buddhisten in Sri Lanka der Theravada-Schule an. Als buddhistisch geprägtem Land kommt Sri Lanka im mehrheitlich hinduistischen Südasien eine Sonderstellung zu. Dem Buddhismus wird in der Verfassung Sri Lankas eine besondere Stellung eingeräumt: Demnach ist der Staat verpflichtet, den Buddhismus „zu schützen und zu fördern“. Unter den Hindus Sri Lankas ist, wie bei den Tamilen auf dem indischen Festland, der Shivaismus die am weitesten verbreitete Glaubensströmung. Die Muslime Sri Lankas sind Sunniten der schafiitischen Rechtsschule. Unter den Christen dominiert als Resultat der portugiesischen Missionierung während der Kolonialzeit der Katholizismus, es gibt aber auch Anglikaner (Church of Ceylon) und protestantische Gruppen.
Die folgenden Karten zeigen den prozentualen Bevölkerungsanteil der größten Religionsgemeinschaften nach Distrikten.

Die regionale Verteilung der größten Religionsgemeinschaften nach Distrikten im Jahr 2012
Buddhisten
Hindus
Muslime
Christen

Seit 2015 häuft sich die Zahl der Übergriffe seitens buddhistischer Extremisten auf Angehörige religiöser Minderheiten. Vor allem Christen, Muslime und Hindus werden seither gehäuft zu Opfern religiös motivierter Gewalt.
Der größte Terroranschlag in Sri Lanka wurde am Ostersonntag 2019 verübt. Islamistische Terroristen zielten dabei in einer Serie von Anschlägen an einem Tag vor allem auf Christen, so wurden vier der Anschläge während des Ostergottesdiensts auf christliche Kirchen verübt. Insgesamt wurden 253 Menschen getötet und etwa 500 verletzt. Der islamische Staat reklamierte den Anschlag für sich. Die ersten sechs Explosionen wurden durch Selbstmordattentäter ausgeführt.

### Bildung

#### Staatliches System
Es besteht allgemeine Schulpflicht von 5 bis 14 Jahren. An die fünfjährige Grundschule (Primary School) schließen sich im Sekundarschulbereich die dreijährige Junior Secondary School (mittlerer Bildungsabschluss) und die dreijährige Senior Secondary School (Abschluss: Hochschulreife) an. Unterrichtssprachen sind Sinhala und Tamil. Englisch ist Pflichtfach. Die Alphabetisierungsrate betrug 2006 rund 91 Prozent, die der 15- bis 24-Jährigen rund 96 Prozent. Dies ist vor allem dem Einführen der kostenlosen Bildung im Jahre 1945 durch den ersten Bildungsminister von Sri Lanka C. W. W. Kannangara zu verdanken.

#### Schulen und Universitäten
Die in allen Regionen etablierten Primary Schools garantieren die Schulbildung für alle Einwohner. Alle Schüler sind zum Tragen einer Schuluniform verpflichtet, den Kauf des Stoffes finanziert der Staat. – Trotz der Schulpflicht besuchen etwa ein Drittel der Kinder die Schule nicht oder werden frühzeitig aus dem Unterricht genommen, da sie zu Hause helfen oder sogar für das Familieneinkommen mitarbeiten müssen. - Die Analphabetenquote liegt mit rund zehn Prozent deutlich unter dem Durchschnitt der Weltbevölkerung (23 %).
Es gibt 13 Universitäten, darunter die University of Colombo und die University of Peradeniya. Die älteste derartige Einrichtung befindet sich in der Stadt Sri Jayewardenepura Kotte (1873 gegründet), die größte, d. h. die mit den meisten Studenten, ist die Uni in Colombo (11.604 Studenten; Stand 2021).
Die dreizehn Städte mit Universitäten:
- Ampara
- Anuradhapura
- Badulla
- Belihuloya
- Colombo
- Jaffna
- Kelaniya
- Kuliyapitiya
- Matara
- Moratuwa
- Nugegoda
- Peradeniya
- Sri Jayewardenepura

### Gesundheit
Die Gesundheitsausgaben des Landes betrugen im Jahr 2021 4,1 % des Bruttoinlandsprodukts. Im Jahr 2020 praktizierten in Sri Lanka 12,1 Ärztinnen und Ärzte je 10.000 Einwohner. Die Sterblichkeit bei unter 5-jährigen betrug 2022 6,5 pro 1000 Lebendgeburten. Die Lebenserwartung der Einwohner Sri Lankas ab der Geburt lag 2022 bei 76,6 Jahren (Frauen: 80,2, Männer: 72,9). Die Lebenserwartung stieg von 70,4 Jahren im Jahr 2000 bis 2022 um 9 %.

## Landesname
In vedischer Zeit (ca. 1500–400 v. Chr.) hieß die Insel „Laṃkā“, „Laṅkādvīpa“, „Lakdiva“ und „Lakbima“; in Pali wurde sie auch „Sihala“ genannt; zur Zeit des indischen Maurya-Reiches unter Ashoka (ca. 3. Jahrhundert v. Chr.) Sanskrit „Tāmraparnī“ bzw. Pali „Tambapanni“. Von letzteren beiden Bezeichnungen, die sich in den antiken buddhistischen Chroniken Sri Lankas (Mahavamsa und Dipavamsa) und in den Felsinschriften des Ashoka finden, leitet sich auch der von den alten Griechen überwiegend benutzte Name „Taprobane“ (Ταπροβανῆ) ab. Unter dieser Bezeichnung wird die Insel von Onesikritos, einem griechischen Geschichtsschreiber und Teilnehmer des Alexanderzuges, und später auch in der „Geographie“ des Claudius Ptolemäus (2. Jahrhundert n. Chr.) erwähnt und beschrieben. Der Name wurde auch durch alle späteren römischen Autoren, beispielsweise in der Naturalis historia Plinius des Älteren, übernommen. Zur Gupta-Zeit (um 400 n. Chr.) und zur Zeit des indischen Großkönigs Harshavardhana (7. Jahrhundert) wurde sie „Singhala“ genannt, im Spätmittelalter (13./14. Jahrhundert) „Silan“ und „Sarandib“, wovon sich „Serendib“ oder „Serendip“ ableitete, was die alte persische Bezeichnung für die Insel ist. Die Portugiesen nannten die Insel „Ceilão“, Niederländer und Briten „Ceylon“. Mit dem Inkrafttreten der neuen Verfassung am 22. Mai 1972 wurde der Staat in „Sri Lanka“ umbenannt (ab 1978 „Demokratische Sozialistische Republik Sri Lanka“), Sanskrit für „ehrenwerte Insel“ („Sri“ ist ein allgemeiner Ehrentitel). Die Insel heißt auf Sinhala ලංකාව (laṃkāva), auf Tamil இலங்கை (ilaṅkai). Die Einwohner der Insel werden im Deutschen „Sri Lanker“ bzw. „Sri-Lanker“ genannt und das zugehörige Adjektiv ist „sri-lankisch“. Viele staatliche Institutionen behielten auch nach der Umbenennung den alten Namen „Ceylon“ als Namensbestandteil bei (beispielsweise die Bank of Ceylon). Am 1. Januar 2011 verkündete die sri-lankische Regierung ihre Absicht, diese Namen konsequent nach „Sri Lanka“ zu ändern.

## Geschichte

### Prähistorie
Neuzeitliche Menschen erreichten, von Afrika kommend, etwa vor 60.000 Jahren Südasien. Bis etwa 5000 v. Chr. bestand zwischen dem indischen Subkontinent und Sri Lanka eine Landbrücke, so dass sich die Populationen des anatomisch modernen Menschen (Homo sapiens) hier hin- und herbewegen konnten. Die ältesten Zeugnisse für die Siedlung des Menschen in Sri Lanka datieren ungefähr in die Zeit um 28.000 Jahre v. Chr., belegt sind jedoch beispielsweise auch ältere Ansammlungen von Steinwerkzeugen, die auf ein Alter von rund 42.000 Jahren datiert wurden. Zudem gibt es auch Spuren archaischer Homininen (Homo erectus), die bis 125.000 Jahre alt sind.

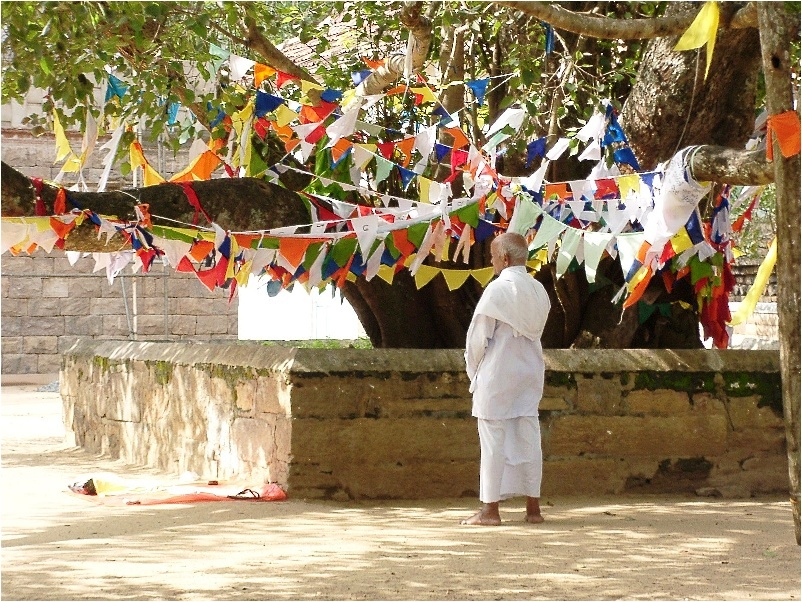
Der Bo-Baum („Sri Maha Bodhi“) soll aus einem Zweig des Baums gewachsen sein, unter dem Siddhartha Gautama erleuchtet wurde.

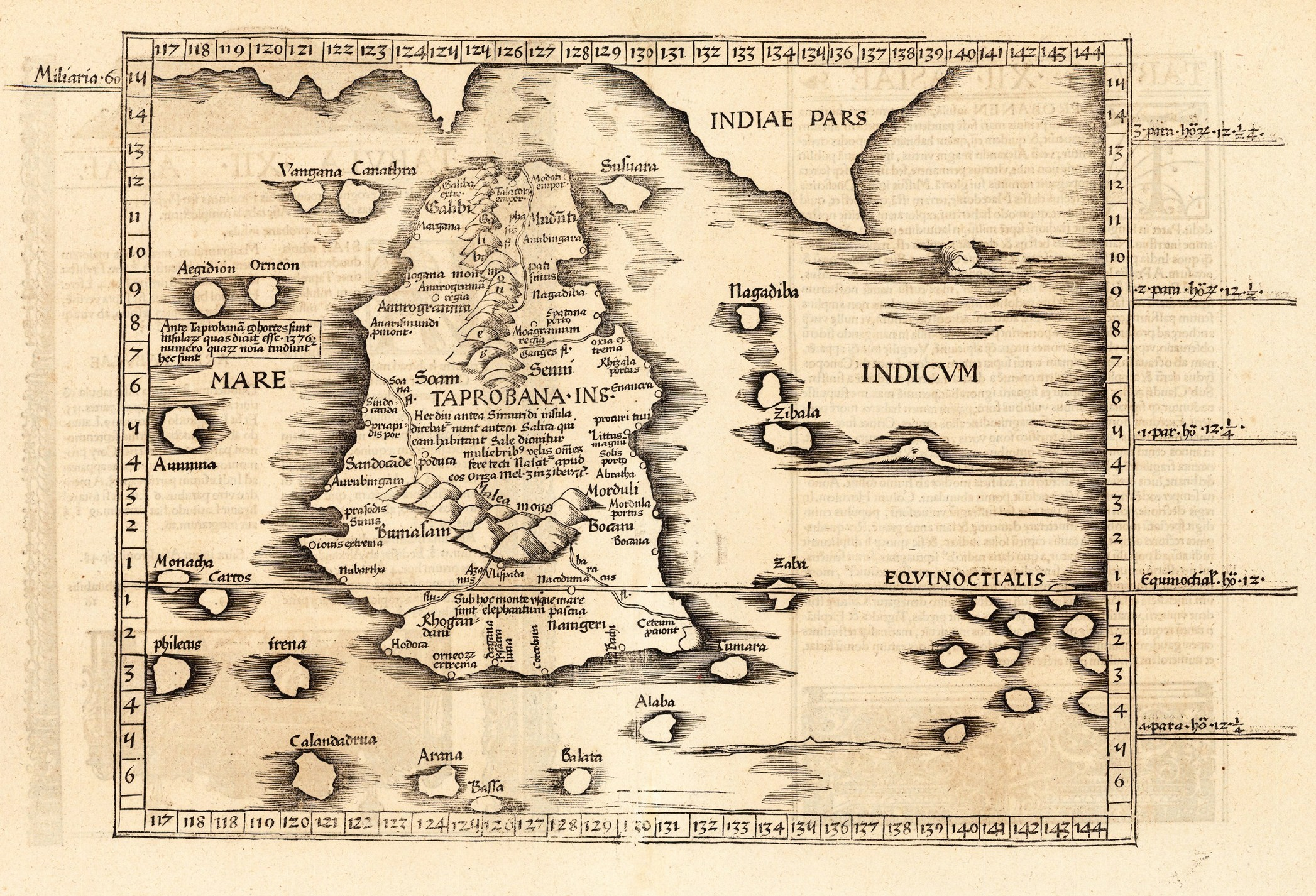
Insel Sri Lanka (hier „Taprobana“ genannt) auf der Weltkarte von Willibald Pirckheimer (1535), basierend auf der Geographie des Claudius Ptolemäus (2. Jahrhundert)

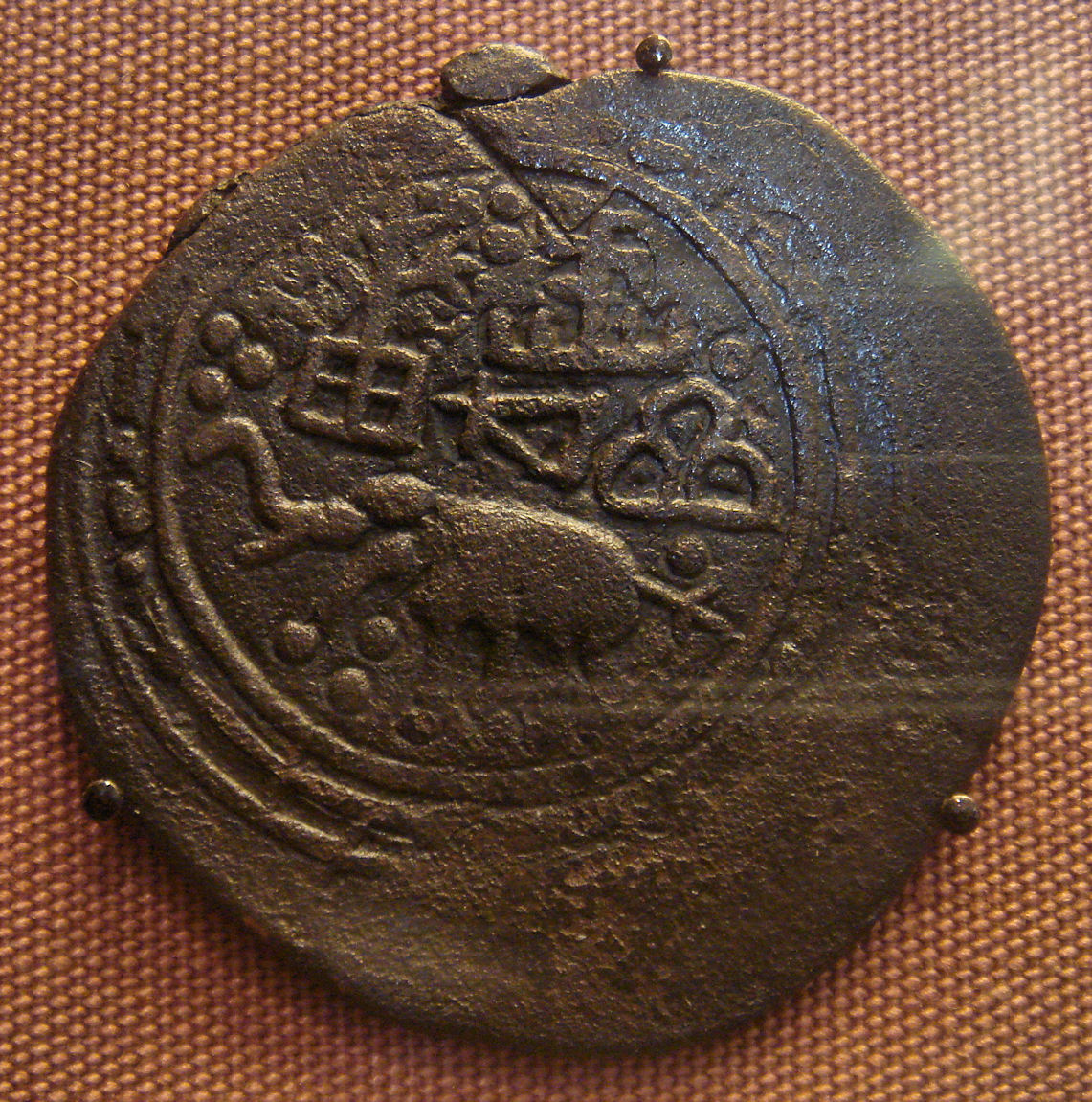
Sri-lankische Münze, 1. Jahrhundert n. Chr.

Es gibt wenig fundiertes Wissen über die Herkunft der indigenen Bevölkerung Sri Lankas. Ob die auf ein Alter von 12.000 Jahren datierten, als Homo sapiens balangodensis bezeichneten Fossilien zum Kreis ihrer Vorfahren gehören, ist ungeklärt. Meist werden Sagen und Legenden als Quelle für Informationen über die indigene Bevölkerung der Insel herangezogen. So spielen Teile des hinduistischen Epos Ramayana auf Sri Lanka. Als Hauptquellen werden jedoch das Mahabharata und das Mahavamsa angesehen. Laut diesen Schriften bilden die Nagas und die Yakkas die indigene Bevölkerung Sri Lankas. Die Draviden und Indoarier sind höchstwahrscheinlich erst im ersten vorchristlichen Jahrtausend nach Sri Lanka gekommen.
Die Nachfahren der sogenannten Yakkas, die Veddas, leben noch heute auf Sri Lanka. Durch die Rodung des Dschungels und die Umwandlung in Ackerland wurde ihr Lebensraum schon früh zerstört. Sie wurden in Dörfer umgesiedelt, wo sie sich mit Singhalesen und Tamilen vermischten. Noch kritischer wurde es für die indigene Bevölkerung im 20. Jahrhundert, als sie durch Siedlungsprojekte immer mehr aus ihren angestammten Lebensräumen vertrieben wurde. Heute leben nur noch wenige von ihnen ganz nach ihren Traditionen. Man schätzt, dass es noch etwa 600 Veddas gibt, womit sie eine deutliche Minderheit der Landesbevölkerung bilden und vom Aussterben bedroht sind. Somit droht den Veddas das Schicksal aller indigenen Völker. Sie werden aufgrund von Assimilation ihre eigenständige Kultur und Sprache in absehbarer Zeit verlieren.

### Indoarische Einwanderung
Um 500 v. Chr. kamen nordindische Siedler (zu den Indoariern gehörend), die späteren Singhalesen, nach Sri Lanka. Die indoarischen Einwanderer nannten sich Siṃha Vaṃsa (in Sanskrit beziehungsweise Pali: Siṃha = „Löwe“, Vaṃsa = „Stamm, Herkunft“). Deshalb wurde der Löwe zum Nationalsymbol der Singhalesen. Vijaya (543–504 v. Chr.) war der mythische Stammesvater der Singhalesen und der erste König Sri Lankas. Er soll im 6. Jahrhundert v. Chr. mit seinem Gefolge aus dem Königreich Vanga im Nordosten Indiens nach Sri Lanka verbannt worden sein. Sprachgeschichtliche Fakten legen aber eine Herkunft der ersten indoarischen Siedler aus Nordwestindien nahe.

### Buddhistische Mission
Um 247 v. Chr. machten Mahinda und seine Schwester Sanghamitta, von ihrem Vater, dem Maurya-Kaiser Ashoka nach Sri Lanka entsandt, dort den Buddhismus in Form der Theravada-Tradition bekannt. Auf dem Missaka-Berg etwa sieben Kilometer östlich von Anuradhapura entstand Mihintale, eines der ersten buddhistischen Klöster. Seit etwa 200 v. Chr. war der Buddhismus die Staatsreligion des Königreichs von Anuradhapura.

### Spätantike und Mittelalter

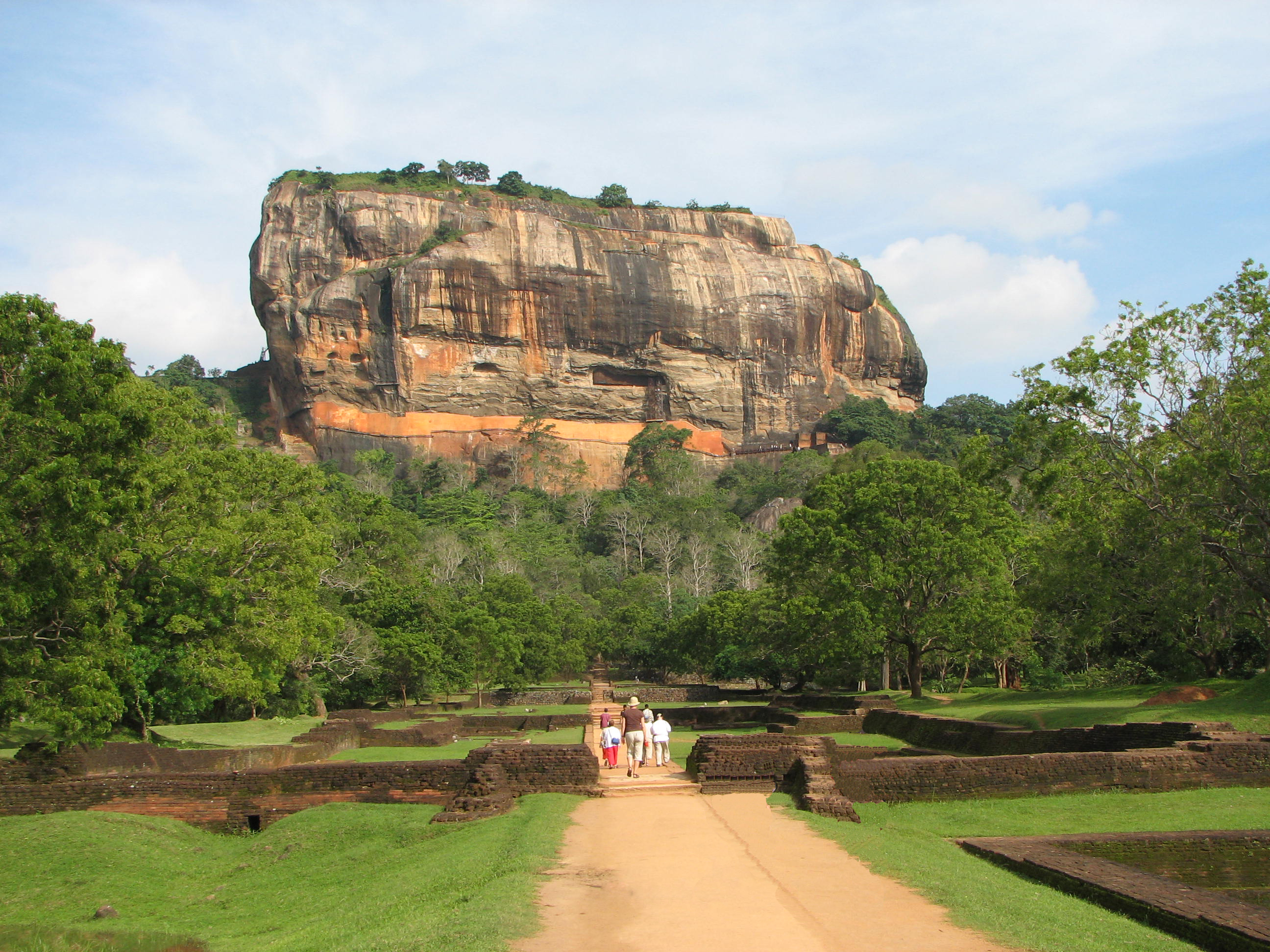
Sigiriya

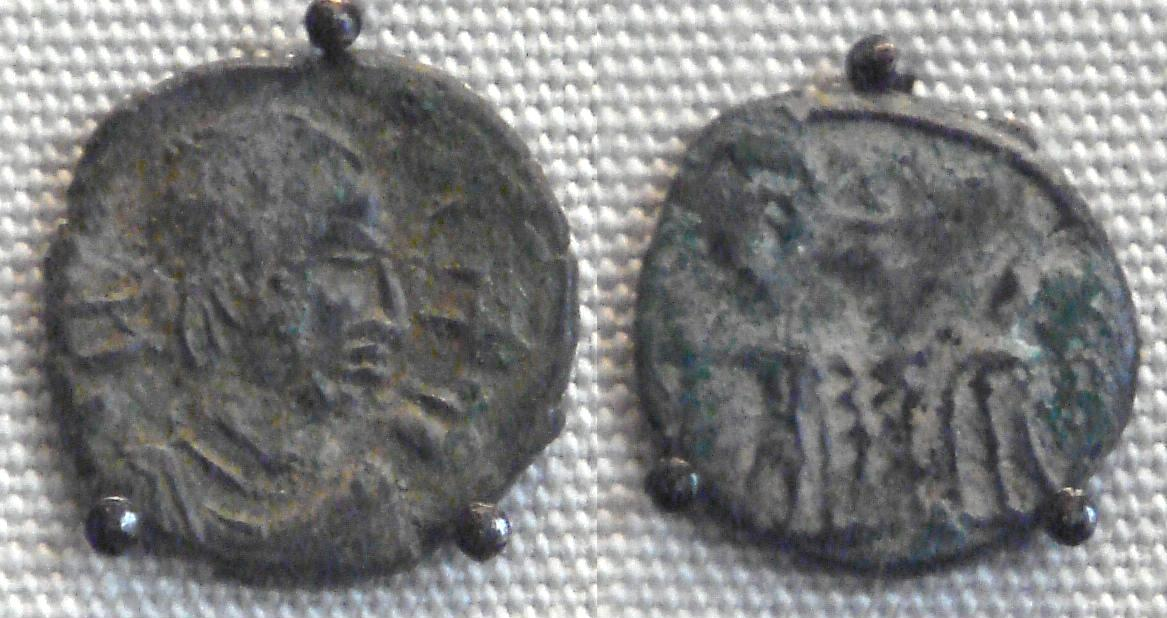
Sri-lankische Imitationen von römischen Münzen, 4.–8. Jahrhundert n. Chr.

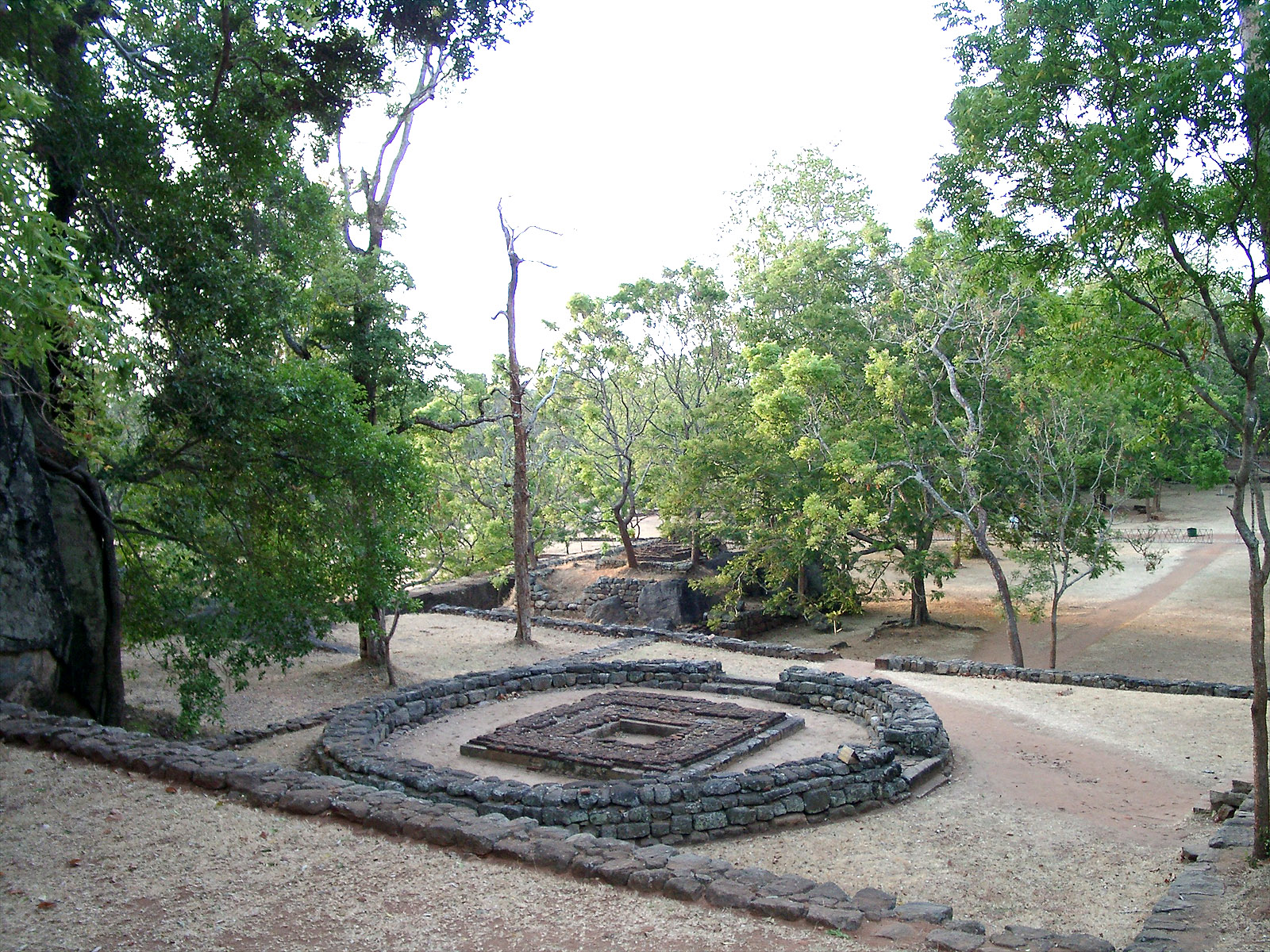
Garten in der früheren Hauptstadt Sigiriya

Von der griechischen Antike bis ins Mittelalter war die Insel in Europa unter dem Namen Taprobana bekannt. Im 1. Jahrhundert n. Chr. begann der Handel und kulturelle Austausch mit dem Römischen Reich und China. Sri Lanka hatte Anteil an den ersten römisch-chinesischen Beziehungen. Die Seidenstraße entwickelte sich zu einer wichtigen Handelsroute für die sri-lankischen Königreiche. Über sie erreichte auch der chinesische Pilgermönch Faxian um 414 n. Chr. die Insel.
Vom 6. Jahrhundert v. Chr. bis ins 11. Jahrhundert n. Chr. war die Hauptstadt des singhalesischen Königreichs Anuradhapura. Bis zum 14. Jahrhundert wechselte die Hauptstadt mehrfach, unter anderem waren es Polonnaruwa und Sigiriya. Spätestens seit dem 13. Jahrhundert gab es ein tamilisches Königreich mit der Hauptstadt Jaffna. Diese Königreiche standen immer wieder unter dem Druck des benachbarten Südindien, die Chola-Dynastie beherrschte im 11. Jahrhundert für einige Jahrzehnte die gesamte Insel. In der Folgezeit entwickelten sich mehrere regionale (singhalesische und tamilische) Königreiche. Das bedeutendste war das Königreich von Kotte (heute Sri Jayewardenepura).
Konflikte mit dem chinesischen Kaiserreich
Im Jahr 1284 entsandte das Yuan-Reich unter Kublai Khan eine Expedition nach Sri Lanka, um die Zahnreliquie von Buddha in ihren Besitz zu bringen, kehrte aber ohne Erfolg nach China zurück.
Später im Jahr 1410/1411 keimte aufgrund von Piraterie und abermals wegen der Zahn-Reliquie ein Konflikt zwischen der Ming-Dynastie und dem Königreich Kotte auf. Der chinesische Admiral Zheng He brach mit 2000 Mann in die Hauptstadt von Kotte ein, nahm den damals herrschenden König Vira Alakesvara gefangen und brachte ihn nach China. Der König wurde später wieder freigelassen, hatte aber aufgrund des Ansehensverlustes seine Macht eingebüßt. Um 1414 erreichte abermals eine chinesische Delegation Kotte, um einem neuen, von den Chinesen favorisierten König zur Macht zu verhelfen, der die Interessen der Ming-Dynastie an dem strategisch wichtigen Handelsknotenpunkt vertreten würde. Inzwischen hatte jedoch der spätere König Parakramabahu IV. beinahe die gesamte Insel vereint und konnte 1415 selbst den Thron von Kotte besteigen und die Chinesen vertreiben.

### Kolonialzeit

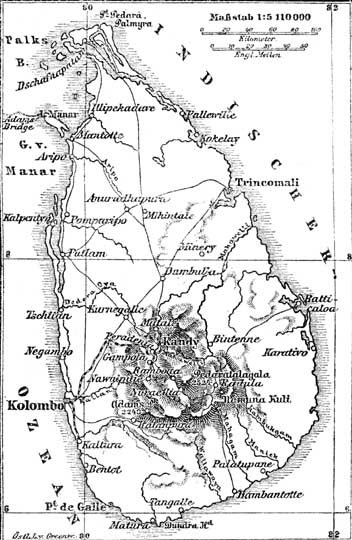
Historische Karte aus Meyers Konversations-Lexikon (um 1888)

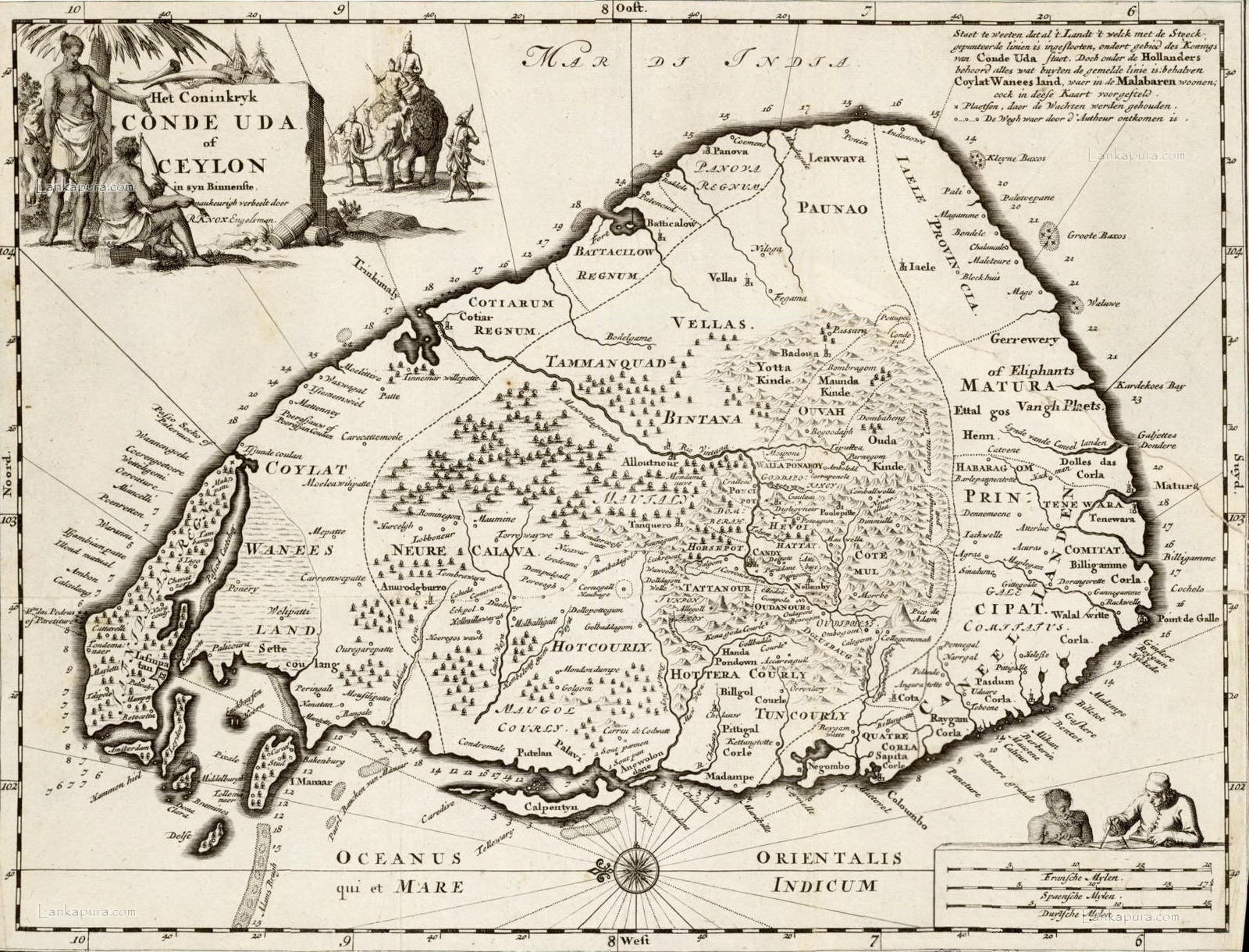
Das Königreich Conde auf Ceylon, niederländische Karte aus dem Jahr 1692

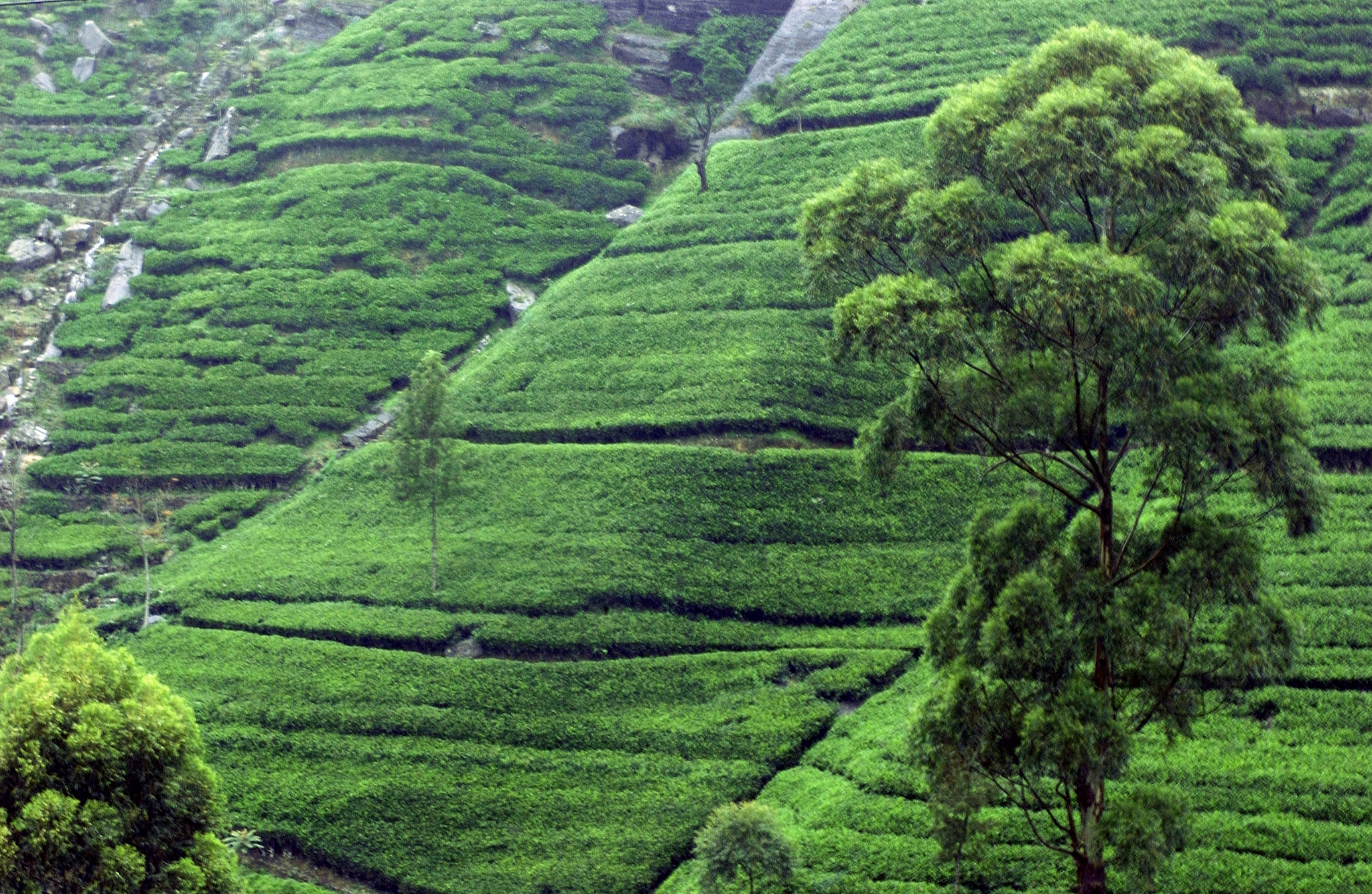
Teeplantage in der Nähe von Kandy

In der Neuzeit verlor das Land teilweise seine Eigenständigkeit und wurde mehrfach von europäischen Kolonialmächten in Besitz genommen, die allerdings nur die Küstenebenen beherrschten; im Hochland konnte sich zunächst das Königreich Kandy behaupten. Zunächst eroberte Portugal 1518 die Küstenregionen der Insel. Nachdem Colombo bereits zwei Jahre zuvor niederländisch geworden war, fiel im Jahr 1658 auch der restliche portugiesische Teil der Insel an die Niederländische Ostindien-Kompanie (siehe dazu Niederländische Besitzungen in Südasien). 1796 begann die britische Herrschaft über Ceylon und 1803 erhielt es den Status einer Kronkolonie.
Nachdem 1815 das Königreich Kandy erobert, der letzte sri-lankische König Vikrama Rajasinha verhaftet und nach Indien verbracht und mehrere Aufstände niedergeschlagen worden waren, wurde die gesamte Insel 1818 endgültig vertraglich britisch. Danach wurde die Infrastruktur ausgebaut und der Anbau von Kaffee in Plantagen gefördert. Ab 1840 wurden indische Tamilen zur Arbeit auf den Plantagen im Hochland angeworben. Seit 1860 lösten Teeplantagen den Kaffeeanbau ab. Während des Ersten Weltkriegs kamen erste nationale Bewegungen auf. Die 1917 gegründete Ceylon Reform League, die zwei Jahre später in dem Ceylon National Congress aufging, konnte eine Verfassungsreform durchsetzen, bei der 19 von 27 Mitgliedern der Gesetzgebenden Versammlung gewählt werden sollten. Diese Nationalbewegung zerbrach aufgrund von Streitigkeiten zwischen Singhalesen und Tamilen. Auch nach der Donoughmore-Kommission (1927/28) kam es zu keiner wirklichen Mitbestimmung der einheimischen Bevölkerung in der Regierung. Zwar wurden sieben der zehn Minister gewählt, doch die drei wichtigsten Ministerposten wurden weiterhin vom britischen Gouverneur vergeben.
Sri Lanka war eines der ersten Länder in Asien und Afrika, in denen das Frauenwahlrecht erreicht wurde. Im Rahmen der Donoughmore-Verfassungsreformen von 1931 wurde am 20. März 1931 das aktive und passive Wahlrecht für Frauen über 21 Jahren eingeführt. Die Kommission hatte zwar ein eingeschränktes Wahlrecht für Frauen über 30 empfohlen, aber als die Reformen 1931 eingeführt wurden, erhielten alle Frauen über 21 das Wahlrecht. Seitdem waren Frauen jedoch nur in verschwindend geringer Anzahl in den politischen Gremien vertreten. Von den Abgeordneten der gesetzgebenden Versammlung auf nationaler Ebene stellten sie nie mehr als vier Prozent 4 % der Abgeordneten, und die Teilhabe auf der Ebene der lokalen leitenden Gremien war auch unbedeutend.

### Unabhängigkeit Ceylons
Im Juni 1947 wurde Ceylon britisches Dominion, am 4. Februar 1948 schließlich unabhängig innerhalb des Britischen Commonwealth. Staatsoberhaupt war der britische Monarch, der sich in der Regel durch einen Generalgouverneur (Governor-General) vertreten ließ. Das Zwei-Kammer-System des Parliament of Ceylon bestand aus dem Senate of Ceylon als Oberhaus und dem House of Representatives als Unterhaus. Bei der Erlangung der Unabhängigkeit 1948 wurden das aktive und passive Frauenwahlrecht bestätigt.

### Sri Lanka
Am 22. Mai 1972 wurde Ceylon eine Republik mit dem Namen „Sri Lanka“.
Ab dem Jahre 1983 kam es nach einem lange schwelenden ethnischen Konflikt zum Bürgerkrieg in Sri Lanka, in dem tamilische Separatisten in den nordöstlichen Regionen um die Unabhängigkeit vom in den übrigen Landesteilen singhalesisch dominierten Sri Lanka kämpften. Die wichtigste Gruppe war der Liberation Tigers of Tamil Eelam (LTTE), dessen Ziel ein unabhängiger Staat Tamil Eelam war. Erst nach über 25 Jahren endete der Bürgerkrieg am 18. Mai 2009 mit dem vollständigen militärischen Sieg der sri-lankischen Regierungstruppen über die LTTE.
Am 17. November 2005 wurde Mahinda Rajapaksa von der Sri Lanka Freedom Party (SLFP) mit 50,33 % der Stimmen zum Präsidenten gewählt. Die Wahlbeteiligung in den tamilischen Gebieten betrug nach Schätzungen nur ein Prozent. Rajapaksa wurde am 26. Januar 2010 nach einer vorgezogenen Wahl mit 57,88 % der Stimmen für weitere sechs Jahre im Amt bestätigt. Sarath Fonseka, der Oppositionsführer und Gegenkandidat, erhielt etwa 40 % der Stimmen. Dieser kündigte zwei Tage nach der Wahl an, das Wahlergebnis anfechten zu lassen, und äußerte sich besorgt über seine Sicherheitslage. Am 8. Februar 2010 wurde Sarath Fonseka von der Regierung festgenommen. Ein Regierungssprecher erklärte, dass Fonseka wegen Verschwörung gegen die Regierung vor ein Militärtribunal gestellt werde. Die Regierung warf Fonseka vor, einen Putsch gegen sie geplant zu haben. Die Opposition warf der Regierung dagegen vor, eine Beteiligung Fonsekas an den bevorstehenden Parlamentswahlen verhindern zu wollen. Sarath Fonseka, dem als früherem Armeeführer Kriegsverbrechen gegen die Tamilen vorgeworfen wurden, kündigte an, den internationalen Tribunalen Informationen über Kriegsverbrechen im 25-jährigen Bürgerkrieg auszuhändigen. Die Parlamentswahl am 8. April 2010 wurde mit deutlicher Mehrheit von Rajapaksas United People’s Freedom Alliance (UPFA) gewonnen. Am 21. April 2010 wurde D. M. Jayaratne als neuer Premierminister im Parlament vereidigt.
Im Oktober 2014, etwa 1½ Jahre vor dem Ende seiner zweiten Amtszeit, kündigte Rajapaksa überraschend die Abhaltung von Neuwahlen im Januar 2015 an. Auf sein Betreiben hin war zuvor die Verfassung geändert worden, um ihm eine Kandidatur für eine dritte Amtsperiode zu ermöglichen, was zuvor nicht möglich gewesen war. Überraschenderweise ließ sich danach sein Parteikollege Maithripala Sirisena zum Spitzenkandidaten der Opposition ausrufen und gewann die Präsidentschaftswahl am 8. Januar 2015.

### Umweltkatastrophen vor Sri Lanka
Am 26. Dezember 2004 traf eine verheerende Naturkatastrophe Sri Lanka. Ein Tsunami, ausgelöst durch das Seebeben im Indischen Ozean 2004 zerstörte große Teile der Ost- und Südküste sowie der Westküste südlich von Colombo und riss über 45.000 Menschen in den Tod.
Vom 20. Mai bis 1. Juni 2021 stand das Containerschiff X-Press Pearl der X-Press Feeders Group der Reederei Sea Consortium vor Sri Lanka in Flammen. Es wurden Plastikteile, Öl und Schutt vom Brand an die Strände gespült. Acht Container mit Polyethylen-Pellets, die von Bord gefallen waren, sorgten für schwere Umweltschäden. Sri Lankische Behördenvertreter beschrieben das Unglück als die wahrscheinlich schlimmste Strandverschmutzung in der Geschichte Sri Lankas. Am 2. Juni 2021 sank die X-Press Pearl beim Versuch, sie in tiefere Gewässer im Indischen Ozean zu ziehen.

## Politik

### Politisches System
Die zurzeit gültige Verfassung in Sri Lanka wurde 1977 unter der Regierung der United National Party verabschiedet. Demzufolge ist Sri Lanka eine semipräsidentielle Demokratie mit einer starken Stellung des Präsidenten, dessen Vorrechte durch Anpassungen der Verfassung zunehmend eingeschränkt wurden. Der Präsident, dessen reguläre Amtszeit 6 Jahre beträgt, wird direkt vom Volk gewählt. Er ernennt den Premierminister, der die Regierungsgeschäfte führt. Am 22. Oktober 2022 kam es infolge des Kollapses der Wirtschaft allerdings zu einer demokratischen Verfassungsreform, die die Macht des Präsidenten einschränkt. Ihm werden mehrere Kompetenzen genommen, unter anderem eine neu geschaffene Institution namens „Verfassungsrat“ übernimmt einen Teil der Aufgaben des Präsidenten. Der Verfassungsrat besteht aus Abgeordneten sowie „angesehenen Personen“, die keine Politiker sind.
Das Parlament, das sich aus 225 Abgeordneten zusammensetzt, wird ebenfalls alle sechs Jahre in einer Mischung aus Verhältnis- und Mehrheitswahlrecht gewählt. Die Politik in Sri Lanka ist seit der Unabhängigkeit von zwei großen Parteien geprägt (Zweiparteiensystem), auf der einen Seite der United National Party (UNP), die dem konservativ-liberalen Spektrum angehört, auf der anderen Seite der Sri Lanka Freedom Party (SLFP), einer sozialistischen Partei. Daneben gibt es kleinere Interessenparteien, z. B. der Tamilen in der Nord- und Ostprovinz (Tamil National Alliance, TNA) der Tamilen im Binnenland (Tamil Progressive Alliance, TPA), der Muslime (Sri Lanka Muslim Congress, SLMC), singhalesisch-buddhistische Parteien (Jathika Hela Urumaya, JHU) und andere. Früher waren auch die Kommunisten bedeutsam (z. B. Janatha Vimukthi Peramuna, JVP), deren Stimmenanteil jedoch seit längerem zurückgeht. UNP und SLFP haben sich in unregelmäßigen Abständen an der Regierung abgewechselt. Mehr oder weniger durch das Wahlsystem gezwungen schließen sich die kleineren Parteien des Landes vor Parlamentswahlen meist einer der beiden großen Parteien an und bilden Parteienallianzen, z. B. die United People’s Freedom Alliance unter der SLFP oder die United National Front (UNF) unter der UNP. Dadurch werden den kleineren Parteien einige Sitze im Parlament garantiert.

### Politische Indizes
| Name des Index                     | Indexwert    | Weltweiter Rang | Interpretationshilfe | Jahr |
| ---------------------------------- | ------------ | --------------- | --- | ---- |
| Fragile States Index               | 88,2 von 120 | 33 von 179      | Stabilität des Landes: große Warnung 0 = sehr nachhaltig / 120 = sehr alarmierend Rang: 1 = fragilstes Land / 179 = stabilstes Land | 2024 |
| Demokratieindex                    | 6,19 von 10  | 67 von 167      | Unvollständige Demokratie 0 = autoritäres Regime / 10 = vollständige Demokratie                                                     | 2024 |
| Freedom in the World Index         | 54 von 100   | —               | Freiheitsstatus: teilweise frei 0 = unfrei / 100 = frei                                                                             | 2024 |
| Rangliste der Pressefreiheit       | 39,9 von 100 | 139 von 180     | Sehr ernste Lage für die Pressefreiheit 100 = gute Lage / 0 = sehr ernste Lage                                                      | 2025 |
| Korruptionswahrnehmungsindex (CPI) | 32 von 100   | 121 von 181     | 0 = sehr korrupt / 100 = sehr sauber                                                                                                | 2024 |

### Staatshaushalt
Der Staatshaushalt umfasste 2016 Ausgaben von umgerechnet 15,5 Mrd. US-Dollar, dem standen Einnahmen von umgerechnet 10,9 Mrd. US-Dollar gegenüber. Daraus ergibt sich ein Haushaltsdefizit in Höhe von 5,6 % des BIP. Die Staatsverschuldung betrug 2016 77,3 % des BIP. Aufgrund der relativ hohen Auslandsschulden werden die Staatsanleihen des Landes von der amerikanischen Ratingagentur Standard & Poor’s mit der Note B+ bewertet (Stand November 2018). Staatsanleihen von Sri Lanka gelten damit als „Ramsch“.
2006 betrug der Anteil der Staatsausgaben (in % des BIP) folgender Bereiche:
- Gesundheit:[118] 4,2 %
- Bildung:[115] k. A.
- Militär:[115] 2,6 %

### Außenpolitik
Sri Lanka gehört zu den Gründungsmitgliedern der Bewegung der Blockfreien Staaten. Als ehemalige Kolonie ist dessen Prinzip der Nichteinmischung in innere Angelegenheiten eine der Leitlinien der Außenpolitik des Landes. Sri Lanka ist zudem u. a. Mitglied des Commonwealth of Nations, der Vereinten Nationen und der SAARC. Sri Lanka ist Hauptsitz des Colombo-Plan, eine Organisation, die die regionale Entwicklung in Süd- und Südostasien fördern soll.
Die Beziehungen des Landes zu den westlichen Nationen schwankten in den letzten Jahrzehnten, wobei die United National Party für eine engere Anbindung des Landes an die westliche Staatengemeinschaft eintritt und die Sri Lanka Freedom Party eher für eine Annäherung an die Länder der sogenannten Dritten Welt steht. Als Konstante blieb über die Zeit jedoch die übergroße Bedeutung Indiens in der Außen- und Innenpolitik des Landes. So unterstützte Indien im Bürgerkrieg die Zentralregierung von Sri Lanka gegenüber den Aufständischen, um sein direktes geographisches Umfeld stabil zu halten und ein mögliches Übergreifen des tamilischen Separatismus auf sein eigenes Staatsgebiet zu verhindern. Von 1987 bis 1990 griff Indien direkt in den Krieg ein, weshalb tamilische Extremisten 1991 aus Rache den indischen Premierminister Rajiv Gandhi ermordeten. Für die Tat wurden später zehn Inder und 16 Sri-Lanker verurteilt. Aufgrund dieser Vorkommnisse und der Rolle Indiens als großer Bruder gestalteten sich die Beziehungen zwischen beiden Staaten als nicht immer frei von Spannungen. Seit dem Ende des Krieges 2009 verbesserten sie sich jedoch deutlich. Wirtschaftlich, politisch und diplomatisch sind beide Länder enge Partner geworden und Sri Lanka unterstützt Indiens Antrag auf einen permanenten Sitz im UN-Sicherheitsrat.
Ab 2007 begann die Volksrepublik China, ihre Präsenz in Sri Lanka stetig zu steigern. Angefangen mit diplomatischer und militärischer Unterstützung für die Regierung im Krieg gegen die Tamil Tigers intensivierten sich später vor allem die wirtschaftliche Zusammenarbeit, und China begann gezielt in die Infrastruktur des Landes zu investieren. Strategische Intention dahinter ist der Aufbau der sogenannten maritimen Seidenstraße, in der Sri Lanka eine wichtige Position zwischen Persischem Golf und Straße von Malakka einnimmt. Diese verstärkte Präsenz im Indischen Ozean (Perlenkettenstrategie) wird wiederum von Indien als Einkreisung wahrgenommen, was zu steigenden Spannungen führt. Als problematisch erweisen sich zudem die hohen Schulden gegenüber China für diverse Bauprojekte, die zudem teilweise von Korruptionsaffären überschattet wurden. 2017 konnte der Staat einen Kredit nicht mehr bedienen und musste den neugebauten Hafen in Hambantota für 99 Jahre an das chinesische Unternehmen China Merchants Port Holdings verpachten.
Weitere Staaten, zu denen Sri Lanka enge Beziehungen unterhält, sind das Vereinigte Königreich, die Vereinigten Staaten sowie die arabischen Golfstaaten, in denen der Großteil seiner Diaspora lebt. Die Beziehungen zu Deutschland werden vom Auswärtigen Amt als gut und freundschaftlich charakterisiert. Auf Einladung von Bundeskanzlerin Merkel war Staatspräsident Sirisena im Februar 2016 zu Besuch. 2017 besuchten 130.000 deutsche Touristen Sri Lanka (2010: 46.000). 2018 feierten beide Staaten das 65. Jubiläum ihrer diplomatischen Beziehungen.

### Militär
Die Streitkräfte Sri Lankas setzen sich aus der Armee (Sri Lanka Yuddha Hamudawa), der Marine (Sri Lanka Navika Hamudawa) und der Luftwaffe (Sri Lanka Guwan Hamudawa) zusammen. Die Streitkräfte Sri Lankas hatten 2020 eine Personalstärke von etwa 250.000 Personen. Das Militärbudget wurde zwischenzeitlich stark ausgeweitet und betrug 2021 umgerechnet 1,89 Mrd. US$.
Im von 1983 bis 2009 dauernden Bürgerkrieg in Sri Lanka konnte die Armee letztlich die Liberation Tigers of Tamil Eelam (LTTE) besiegen. Der Bürgerkrieg endete am 18. Mai 2009 mit dem vollständigen militärischen Sieg der sri-lankischen Regierungstruppen über die Rebellen. Die Zahl der Todesopfer während des Krieges zwischen 1983 und 2009 wird auf 80.000 bis 100.000 geschätzt.

## Wirtschaft

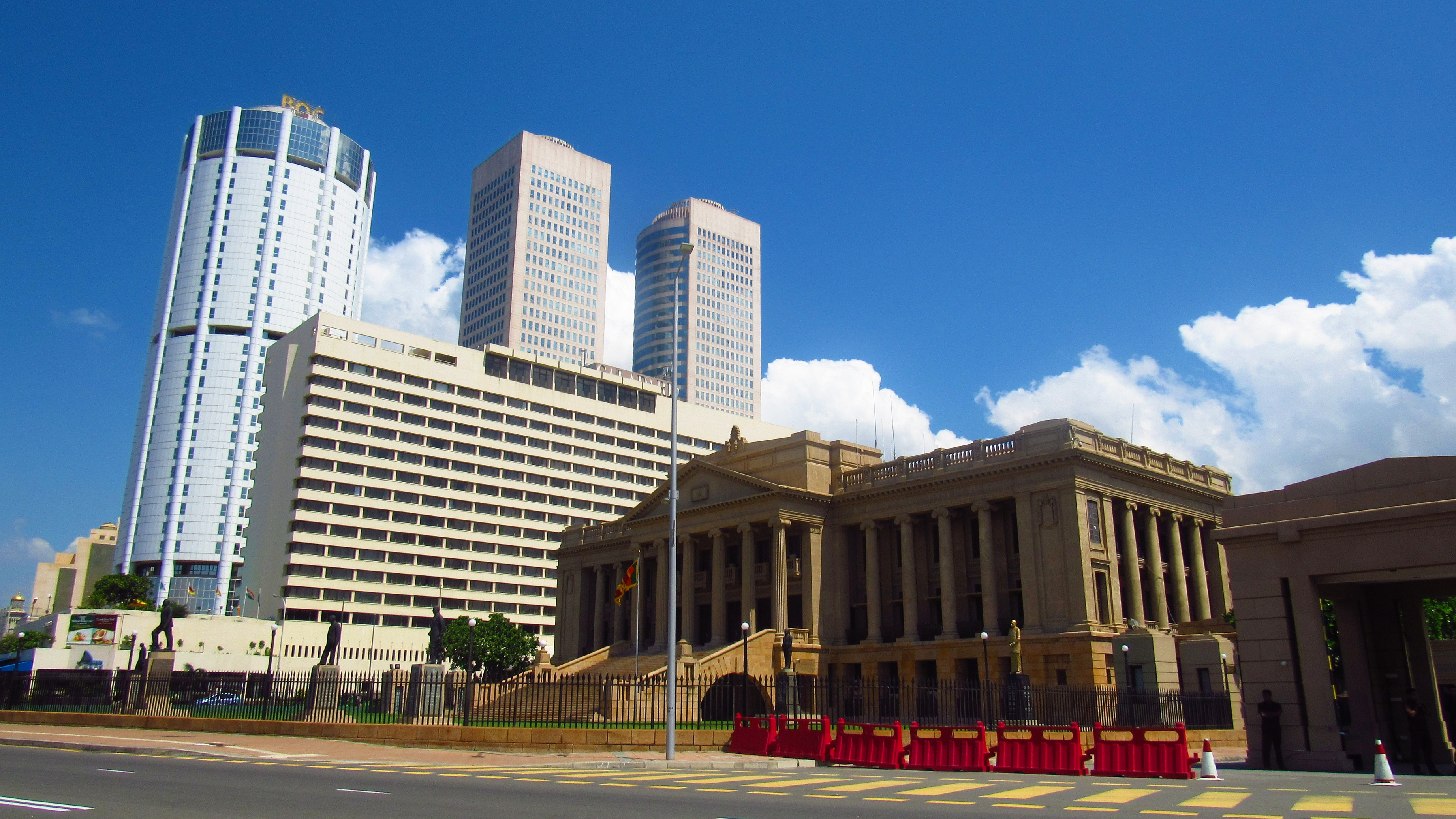
World Trade Center Colombo

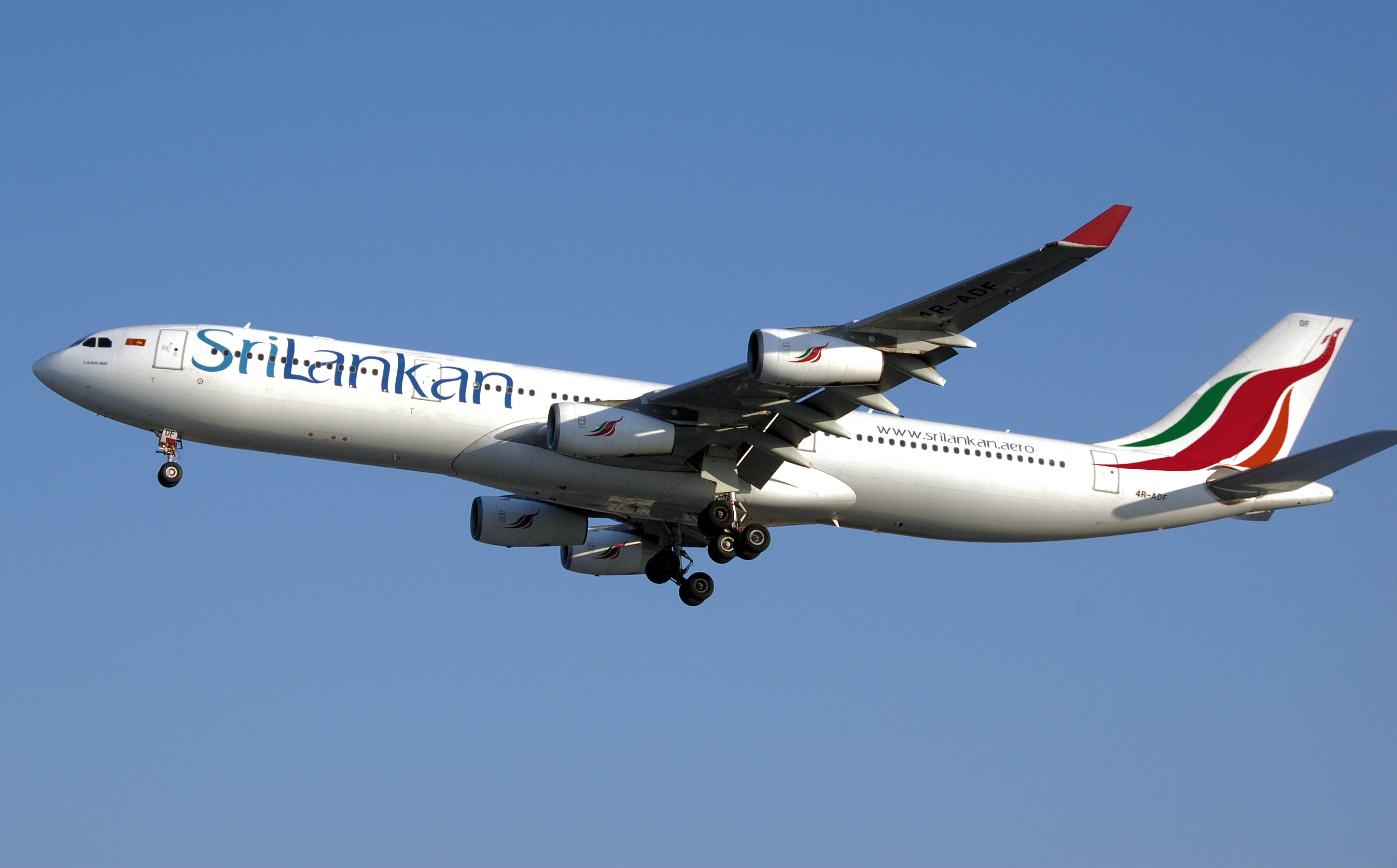
Flugzeug der staatlichen Sri Lankan Airlines

### Wirtschaftsgeschichte
Im 19. und 20. Jahrhundert dominierte die Plantagenwirtschaft und die Insel wurde vor allem durch den Anbau von Zimt, Gummi und Tee (Ceylon) bekannt. Unter der britischen Herrschaft wurden die Häfen modernisiert, dadurch wurde die Insel als Knotenpunkt des Fernhandels strategisch wichtig. Während des Zweiten Weltkriegs stationierten die Alliierten Ausrüstung und Truppen auf der Insel. Sri Lanka war 2013 der drittgrößte Exporteur von Tee weltweit hinter Kenia und der Volksrepublik China, gemessen an der Exportmenge.
Nach der Unabhängigkeit 1948 bis 1977 war die Wirtschaftspolitik der amtierenden Regierungen sozialistisch geprägt. Plantagen aus der Kolonialzeit wurden abgeschafft und industrielle Einrichtungen wurden verstaatlicht. In dieser Zeit wurden die Lebensstandards verbessert, die Analphabetenquote sank, jedoch litt die Volkswirtschaft unter Ineffizienz, langsamem Wachstum und Mangel an ausländischen Investitionen. 1977 brach die Regierung mit der Verstaatlichung und fördert seither die Privatwirtschaft.
Das Land führt eine Wertpapierbörse mit der Colombo Stock Exchange.
Im „Doing Business Index“ der Weltbank erreichte Sri Lanka 2016 Rang 110 von 190. 80 Prozent des Bruttoinlandsproduktes werden von der privaten Wirtschaft erbracht. Allerdings stellen eine nach wie vor sozialistisch geprägte Arbeitsgesetzgebung und unklare bürokratische Entscheidungsabläufe für ausländische Investoren ein Hindernis dar. 2015 betrug das Bruttoinlandsprodukt (BIP) 81,1 Mrd. USD, das waren pro Kopf der Bevölkerung 3.920 USD. In Kaufkraftparität beträgt das BIP 274,7 Milliarden US-Dollar oder ca. 12.800 US-Dollar je Einwohner (2017). Das reale Wachstum betrug im selben Jahr 3,1 %. Im Global Competitiveness Index, der die Wettbewerbsfähigkeit eines Landes misst, belegt Sri Lanka Platz 85 von 137 Ländern (Stand 2017–2018). Im Index für wirtschaftliche Freiheit belegte das Land 2017 Platz 112 von 180 Ländern.
Die Arbeitslosigkeit liegt bei ca. 4,2 %. Problematisch ist die hohe Jugendarbeitslosigkeit von ca. 20 %. Laut Zahlen der Weltbank lebten 2012 1,9 % der Bevölkerung von weniger als 1,90 US-Dollar pro Tag und damit in extremer Armut. 1985 hatte der Anteil noch 13,3 % betragen.
Sri Lanka ist ein Staat mittleren Einkommens und hat es im Vergleich zum südasiatischen Umfeld (Indien, Pakistan, Bangladesch) zu relativem Wohlstand gebracht. Im Mai 2022 rutschte das Land nach einer Wirtschaftskrise erstmals in seiner Geschichte in die Zahlungsunfähigkeit.
| Jahr                                    | 2010  | 2015   | 2016   | 2017   | 2018   | 2019   | 2020   | 2021   | 2022   |
| --------------------------------------- | ----- | ------ | ------ | ------ | ------ | ------ | ------ | ------ | ------ |
| BIP in Mrd. USD (Kaufkraftparität)      | 171,9 | 254,1  | 269,4  | 292,0  | 307,2  | 307,7  | 283,7  | 317,2  | 314,8  |
| BIP pro Kopf in USD (Kaufkraftparität)  | 8.482 | 12.116 | 12.708 | 13.616 | 14.178 | 14.113 | 12.941 | 14.316 | 14.058 |
| BIP-Wachstum (real)                     | 8,0 % | 4,2 %  | 5,1 %  | 6,5 %  | 2,3 %  | −0,2 % | −4,6 % | 4,2 %  | −7,3 % |
| Inflation (in Prozent)                  | 6,2 % | 2,2 %  | 4,0 %  | 6,6 %  | 4,3 %  | 4,3 %  | 4,6 %  | 6,0 %  | 45,2 % |
| Staatsverschuldung (in Prozent des BIP) | 69 %  | 76 %   | 75 %   | 72 %   | 84 %   | 83 %   | 97 %   | 103 %  | 116 %  |

### Sektoren
Die wichtigsten Exportwaren Sri Lankas sind Textilien, Bekleidung, Tee, Edelsteine und Kokosnussprodukte. Nach dem Ende des Bürgerkrieges stieg die Zahl der Besucher. Für Dezember 2017 wurden über 240.000 ankommende Touristen registriert.

### Entwicklungszusammenarbeit
Sri Lanka ist seit 1950 Mitglied des Internationalen Währungsfonds; 2007 hat der IWF sein Büro im Land geschlossen, dieser Schritt wurde von der Regierung begrüßt. Laut einem IWF-Beamten war der Grund für die Schließung der IWF-Vertretung, dass die sri-lankische Regierung die Hilfe der Organisation ablehnte und es keine laufenden Programme mehr von der Seite des IWF gab. Der Weltbank zufolge sollte das Land seine Devisenreserven aufstocken, da es gegenüber externen Schocks ungeschützt sei. Im Laufe des Jahres 2006 verkaufte die Regierung Sri Lankas etwa 400 Mio. $, um die unter Druck geratene Landeswährung abstützen zu können.
Die Bundesrepublik Deutschland leistet finanzielle Hilfe an Sri Lanka. Die wirtschaftlichen Beziehungen der beiden Länder werden durch mehrere Handelsabkommen (1950, 1955, 1958), ein Doppelbesteuerungsabkommen (1979), ein Rahmenabkommen über technische Zusammenarbeit (1973) sowie durch ein Investitionsförderungs- und -schutzabkommen (2000) geregelt.

### Arbeitsbedingungen
Die Arbeits- und Lebensbedingungen der Beschäftigten auf den wirtschaftlich wichtigen Teeplantagen wurden wiederholt kritisiert und mit Sklaverei verglichen.

## Verkehr

### Eisenbahn

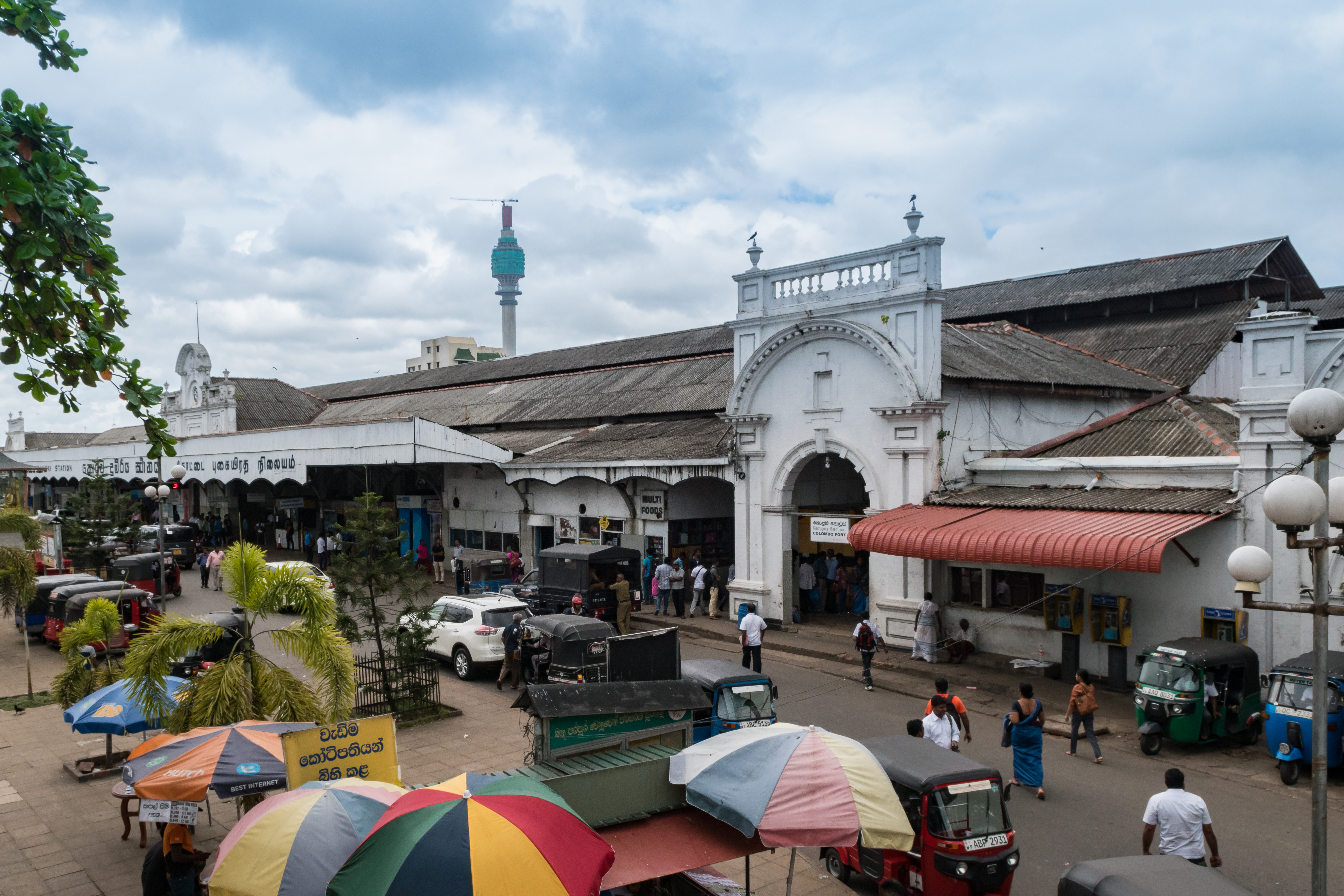
Hauptbahnhof Colombo Fort

Die meisten Städte Sri Lankas sind durch das Schienennetz der staatlichen Eisenbahngesellschaft Sri Lanka Railways miteinander verbunden. Die erste Strecke wurde am 26. April 1867 eingeweiht und verband Colombo mit Kandy. Die Regierung startete mehrere Projekte zum Bau von Hochgeschwindigkeitsstrecken, um die Wirtschaft und das nationale Verkehrssystem zu verbessern.

### Straßen- und Wasserverkehr
Das gesamte Straßennetz umfasste 2010 etwa 114.093 km, wovon 16.977 km asphaltiert waren. Die staatlich geführte Sri Lanka Transport Board ist verantwortlich für das Busverkehrssystem auf der ganzen Insel. Sri Lanka besitzt auch ein Wasserverkehrssystem mit einer Länge von 430 Kilometern. Die drei größten Häfen Sri Lankas befinden sich in Colombo, Trincomalee und Galle. Zudem gibt es einen Hafen für Binnenschiffe in Kankesanturai, nördlich von Jaffna.

### Flugverkehr

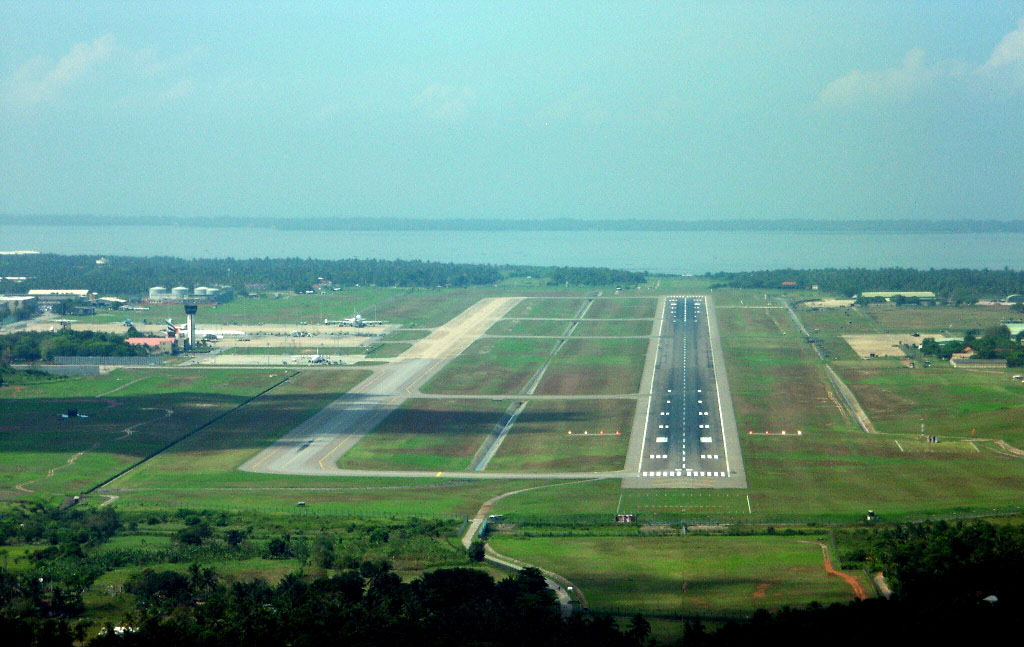
Bandaranaike International Airport

Sri Lanka besitzt 16 zivile Flughäfen (Stand: 2021, siehe die Liste der Flughäfen in Sri Lanka). Offiziell befinden sich darunter fünf internationale Flughäfen, wobei bisher nur der Bandaranaike International Airport im internationalen Linienflugverkehr in größerem Maße angeflogen wird. Er befindet sich in Katunayake, etwa 35 Kilometer nördlich von Colombo. Betreiber ist das Unternehmen Airport & Aviation (Sri Lanka) Limited. SriLankan Airlines ist nach der aufgelösten Air Ceylon der zweite offizielle Flag-Carrier Sri Lankas.

## Kultur und Sport

### Welterbe
Sri Lanka hat bei der UNESCO acht historische und natürliche Stätten als UNESCO-Welterbe sowie mit dem Marionettentheater Rūkada Nātya und Dumbara Ratā Kalāla, Matten aus Pflanzenfasern, zwei Einträge in der UNESCO-Liste des immateriellen Kulturerbes der Menschheit registrieren lassen.
Siehe auch: Welterbe in Sri Lanka

### Sport

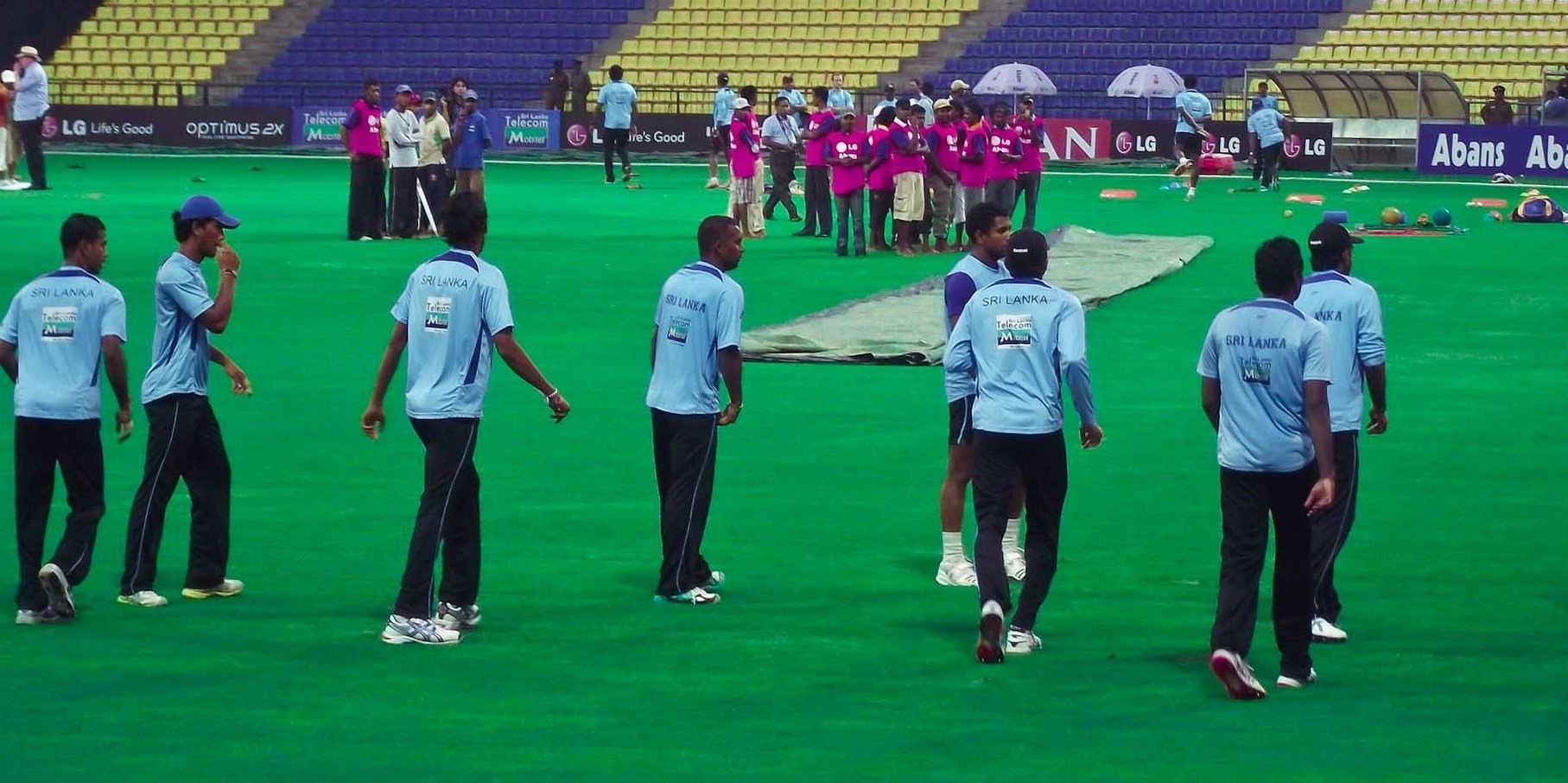
Sri Lankas Cricket-Nationalmannschaft beim Aufwärmen vor dem ersten T20I-Match gegen Australien am 6. August 2011 im Muttiah Muralitharan International Cricket Stadium, Kandy

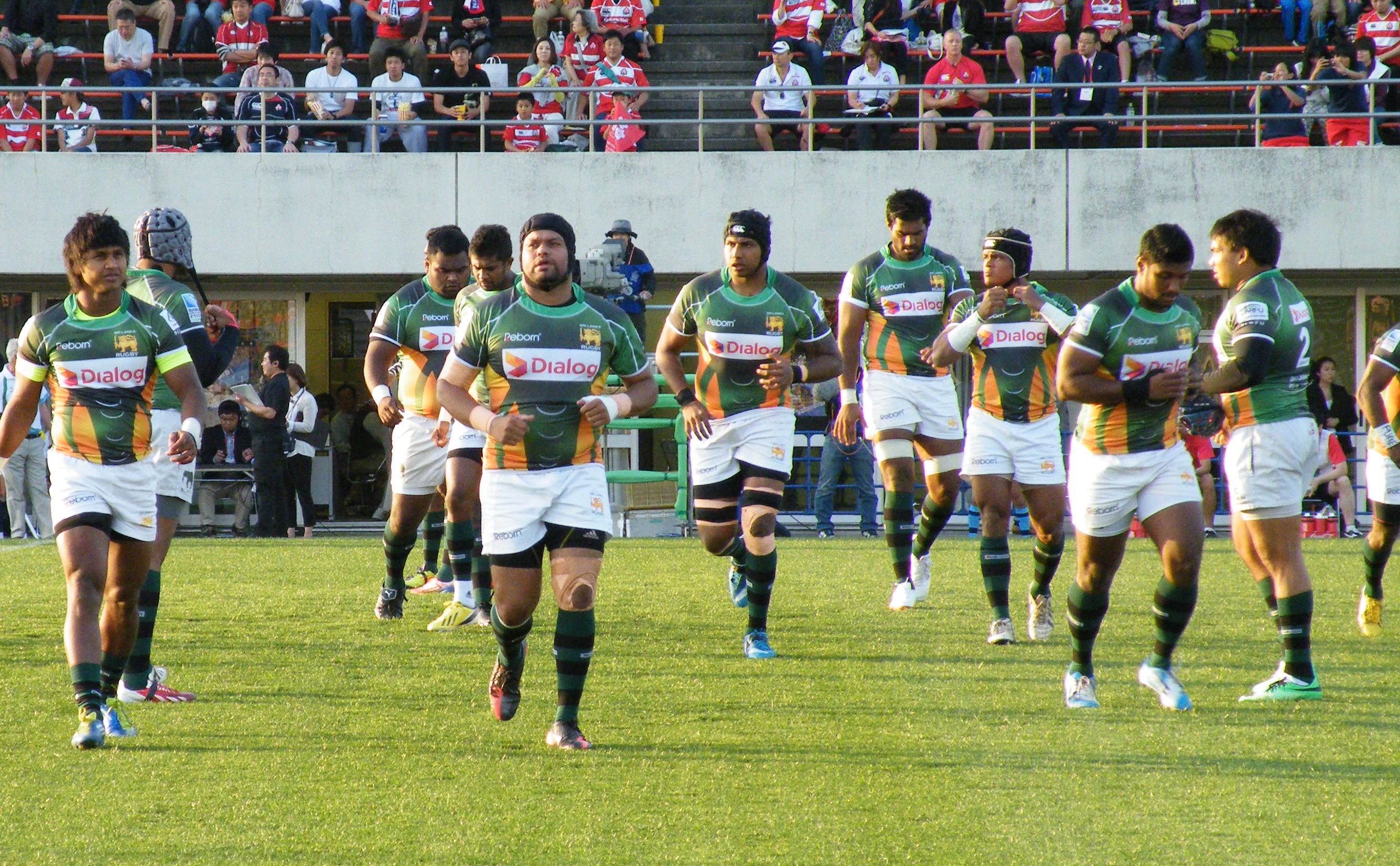
Sri Lankas Rugby-Union-Nationalmannschaft bei den Asian Five Nations 2014 in Japan

Obwohl der offizielle Nationalsport Sri Lankas Volleyball ist, führt Cricket mit großem Abstand die Rangliste der beliebtesten Sportarten an. Die sri-lankische Cricket-Nationalmannschaft gehört zu den besten der Welt. Auch wenn Sri Lanka 1982 den Status einer Test-Cricket-Mannschaft bekam, drangen sie erst Anfang der 1990er Jahre an die Weltspitze des Crickets vor, welches mit dem Gewinn der Weltmeisterschaft im Jahr 1996 und dem Asia Cup 1997 ihren Höhepunkt erreichte. Seitdem spielt Sri Lanka regelmäßig um die Krone der Weltspitze mit. So teilte man sich die ICC Champions Trophy 2002 mit Indien, wurde sowohl 2007 (gegen Australien) als auch 2011 (gegen Indien) Vizeweltmeister, genauso wie bei den ICC Men’s T20 World Cups 2009 und 2012. Ebenso gewann Sri Lanka die ICC World Twenty20 2014 in Bangladesch, nachdem man Indien im Finale besiegte. Die Nationalmannschaft gewann auch die Asia Cups der Jahre 1986, 1997, 2004, 2008 und 2014. Sri Lanka war Mitgastgeber der World Cups 1996 und 2011 sowie der ICC World Twenty20 2014. Der Asia Cup wurde auch mehrere Male in Sri Lanka ausgetragen. Im November 2021 wurde Sri Lanka zusammen mit Indien zum Gastgeber des T20 World Cup 2026 ernannt.
Weitere beliebte Sportarten sind Rugby Union, Wassersport, Leichtathletik, Fußball, Basketball und Tennis. Sri-lankische Schulen und Universitäten veranstalten regelmäßig Wettbewerbe, um sich auf regionaler oder nationaler Ebene zu messen. Die sri-lankische Fußballnationalmannschaft der Männer hat aber weder an einer Asienmeisterschaft oder an einer Weltmeisterschaft teilgenommen.
Sri-Lankas Rugby-Union-Nationalmannschaft gilt als die viertstärkste in Asien nach Japan, Hongkong und Südkorea, ihnen gelang jedoch noch nicht die Qualifikation für eine Weltmeisterschaft. Sri Lanka nimmt an der Asienmeisterschaft teil, wo man gegen andere aufstrebende Nationalmannschaften antritt. Mit etwa 103.000 registrierten Rugbyspielern ist Sri Lanka die zweitgrößte Rugbynation Asiens nach Japan.
Sri Lanka hat eine große Anzahl an Sportstadien – zu den bekanntesten gehören der Sinhalese Sports Club Ground und das R. Premadasa Stadium in Colombo sowie das Rangiri Dambulla International Stadium in Dambulla und das Galle International Stadium in Galle.
Aufgrund der zahlreichen Strände sind auch Bootfahren, Surfen, Schwimmen und Tauchen beliebte Sportarten und ziehen eine große Zahl an ausländischen Touristen an.
Special Olympics Sri Lanka wurde 2004 gegründet und nahm mehrmals an Special Olympics Weltspielen teil.

### Medien
Die größten Rundfunk- und Fernsehsender stehen unter Regierungskontrolle. Die Regierung ist auch Eigentümer des größten Verlagshauses. Im Jahr 2020 nutzten 35 Prozent der Einwohner Sri Lankas das Internet.
Die Nichtregierungsorganisation Reporter ohne Grenzen berichtet, dass alle Medien, einschließlich der Nachrichtenportale im Internet, eine staatliche Lizenz benötigen. Gesetze, die noch aus der Zeit des Bürgerkrieges stammen, regulieren die Medien stark und führten darüber hinaus zur Selbstzensur der Journalisten.

### Musik

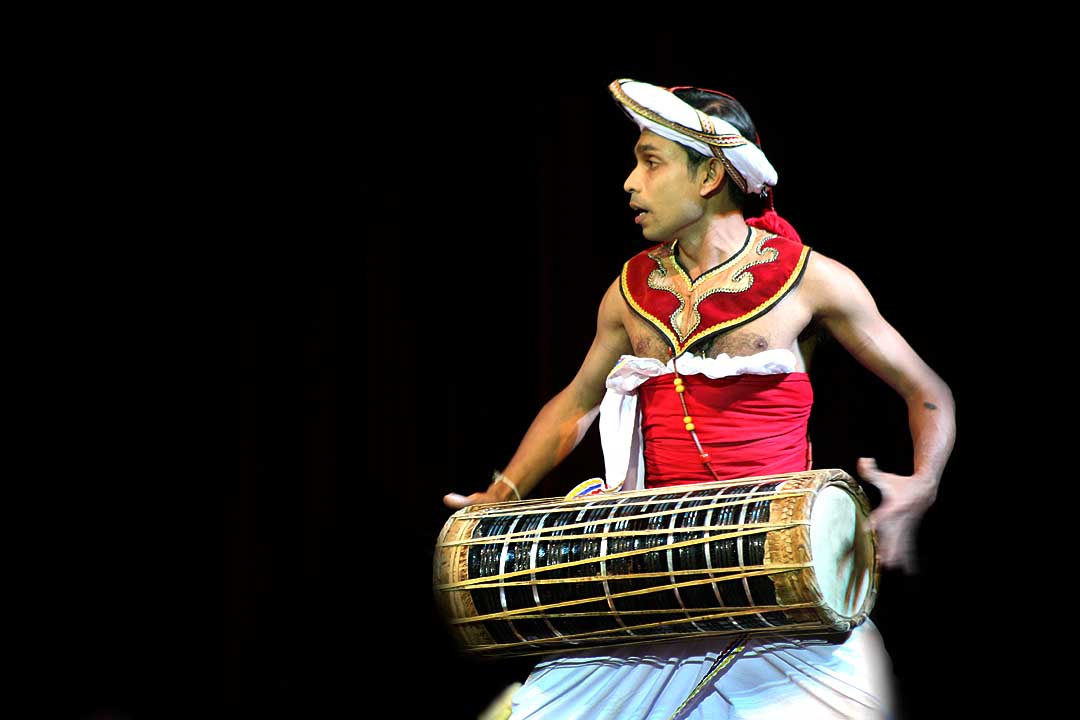
Im Süden Sri Lankas gespielte Zylindertrommel yak bera

An der traditionellen Musik Sri Lankas sind die kulturellen Einflüsse seit den Einwanderern aus Nordindien Mitte des 1. Jahrtausends v. Chr. erkennbar. Aus ihnen gingen die Singhalesen hervor, die seit dem 3. Jahrhundert v. Chr. Anhänger des Theravada-Buddhismus sind. Da nach der buddhistischen Lehre keine Rituale erforderlich sind und die Erlösung nur von jedem Einzelnen angestrebt werden kann, würde es demzufolge weder eine Zeremonialmusik noch eine Musik in der Gemeinschaft der Gläubigen benötigen. Die dennoch vorhandene religiöse Musik der Singhalesen ist aus der Volksreligion entstanden und besteht überwiegend aus den Anlässen entsprechenden Trommelrhythmen und Gesängen, mit denen Schutzgötter, Ahnengötter und Dämonen angerufen und verehrt werden. Ansonsten wurde Musik durch die singhalesischen Könige befördert, die laut der Chronik Mahavamsa (5. Jahrhundert n. Chr.) die Insel seit der Ankunft der Nordinder regierten.
Die Tamilen als die zweitstärkste Bevölkerungsgruppe pflegen eigene Musiktraditionen mit einer aus Südindien stammenden hinduistischen Kultmusik. Diese geht bis auf das 11. Jahrhundert zurück, als das tamilische Chola-Reich über Sri Lanka herrschte. Weitere musikalische Verbindungen sind der geographischen Lage der Insel zuzuschreiben, die seit der zweiten Hälfte des 1. Jahrtausends an einer Seehandelsroute zwischen der ostafrikanischen Küste, Arabien und Südostasien lag. Ein solches Bindeglied ist die Rahmentrommel rabana, deren Namen in Indien nicht bekannt ist. Sie kam mit der arabisch-islamischen Kultur auf die Malaiischen Inseln, wo sie als rebana von den Muslimen in der religiösen Musik gespielt wird, und gelangte von dort nach Sri Lanka. Es folgten ab dem 16. Jahrhundert musikalische Einflüsse der europäischen Kolonisten: Portugiesen (ab 1505), die im 17. Jahrhundert afrikanische Sklaven mitbrachten, Niederländer (ab 1658) und Briten (ab 1796), die im 19. Jahrhundert Afrikaner in den Reihen ihrer Armee führten.
Zunächst wird die rituelle und religiöse Musik der Singhalesen, Tamilen und der Muslime unterschieden. Stilistisch gliedert sich die singhalesische Kultmusik in drei große Kulturregionen, die sich ungefähr mit der Verwendung bestimmter singhalesischer Trommeltypen deckt. Der weit überwiegende Anteil des Repertoires an Trommelrhythmen gehört zu rituellen Tanzstilen und volksreligiösen Praktiken. Am bekanntesten ist die Kulturregion des zentralen Hochlandes um Kandy. Die Tanz- und Trommelstile des Hochlandes (bevorzugt mit der Fasstrommel gata bera und der großen Zylindertrommel dawula) werden als singhalesische Nationalstile propagiert und auf Bühnen inszeniert, weil das Königreich Kandy erst 1815, also später als die Küstenregionen, von der britischen Herrschaft abgelöst wurde und daher die dortige Musikkultur als die traditionellste gilt. Auch wenn die Tanz- und Musikstile früher nur bei rituellen Anlässen von männlichen Mitgliedern sozial niedrigstehender Berufskasten praktiziert wurden, gehören sie heute zum Spielplan bei Unterhaltungsveranstaltungen und werden von beiden Geschlechtern und allen sozialen Schichten aufgeführt. Die zweite Kulturregion ist das Tiefland im Süden mit der Südwest- und Südküste, wo eine lange schlanke Zylindertrommel (yak bera) die Tänze bei an Schutzgottheiten gerichteten Kulthandlungen (deva tovil) und bei privaten Besessenheitszeremonien begleitet. Die dritte Kulturregion liegt dazwischen und deckt sich mit der Provinz Sabaragamuwa (in der die Zylindertrommel dawula bevorzugt wird).
Zu den buddhistischen Ritualen gehören die gesungene Rezitation religiöser Texte durch Mönche und Tempelprozessionen (perahera), besonders die jährliche Prozession Esala Perahera um den Sri Dalada Maligawa („Zahntempel“) in Kandy. Hierbei treten eine Gruppe von Lobliedsängern (kavikara maduva), die Buddha in Lobliedern (prashasti) preisen, und große Trommelensembles auf. Dreimal täglich spielt üblicherweise bei Tempeln ein eigenes Tempelensemble (hevisi) eine musikalische Opferzeremonie mit der stets als Zeremonialtrommel dienenden Zylindertrommel dawula, einem Kesseltrommelpaar tamattama und einer kleinen Kegeloboe horanewa, manchmal ergänzt um Handzimbeln (talampata). Bei besonderen Anlässen ertönt zu Beginn ein Schneckenhorn.
Das ehemals rituelle Maskentheater Kolam an der Südwestküste wird heute zur Unterhaltung an manchen Festtagen aufgeführt. Alle Rollen werden nur von Männern dargestellt und bis auf die Rezitationen werden alle Szenen von Zylindertrommeln (yak bera) begleitet. Weitere traditionelle Volkstheater der Singhalesen sind das aus Fruchtbarkeitsriten entstandene Tanz- und Maskentheater Sokari im Hochland und das in der zweiten Hälfte des 19. Jahrhunderts populär gewordene Nadagam, das auf das ältere, heute verschwundene tamilischen Volkstheater Nattukuttu zurückgeht.

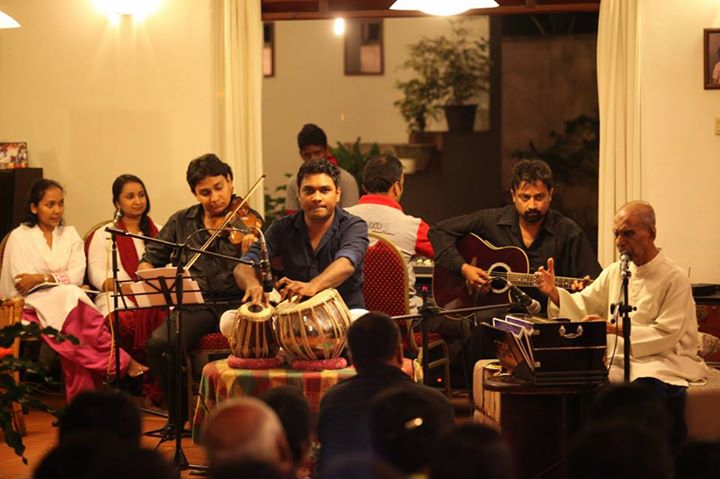
Light classical music mit dem Sänger W. D. Amaradeva (1927–2016), begleitet von Violine, tabla, Gitarre und Harmonium (2014)

Zur hinduistischen Tempelmusik der Tamilen gehören die aus Südindien bekannte Fasstrommel tavil und das lange Doppelrohrblattinstrument nadaswaram. Für sonstige Rituale, etwa Beerdigungsprozessionen, spielt die niedrige tamilische Berufskaste der Paraiyar die zweifellige Zylindertrommel parai und das Kesseltrommelpaar tampattam. Die Muslime pflegen Koranrezitationen und Formen von Sufi-Musik. Die tamilsprachige Bevölkerung im Norden und an der Ostküste kennt eigene Formen von Volksdramen wie Vada modi, Ten modi und Koothu. Die malaiische Minderheit, die sich in einer Kombination aus Malaiisch, Singhalesisch und Tamil unterhält, besitzt eine Tradition mündlich überlieferter Balladen, die vornehmlich zum Genre Pantun gehören. Hinzu kommen bei den Malaien religiöse Lieder zur Verehrung Mohammeds.
Neben den in den Dörfern auf offenen Bühnen inszenierten Maskenspielen Sokari und Kolam und der Tanzaufführung Nadagam wurde Anfang des 20. Jahrhunderts in Colombo das populäre Musiktheater Nurti entwickelt, das in Theatersälen vor einem zahlenden Publikum auftrat. Nurti war von den wandernden Musiktheatern der Parsen geprägt und setzte entsprechend auf opulent ausgestattete Bühnen, Kostüme und Musik. Geboten wurden historisch-mythische und religiöse Erzählungen. Der Nurti-Musikstil war in den Städten bis in die 1930er Jahre vorherrschend, als er durch die indische Filmmusik abgelöst wurde. Ein bis heute populärer Tanzmusikstil, der auf den Einfluss der Portugiesen und der von ihnen verschleppten schwarzafrikanischen Sklaven zurückgeht, ist Baila. Die Portugiesen führten die Gitarre ein, die zusammen mit Händeklatschen die schlichte Begleitung der älteren akustischen Baila-Lieder bildete. Moderne Baila-Ensembles verwenden E-Gitarren, Synthesizer und Schlagzeug zur Begleitung der schnulzigen Lieder, die zum Standard bei Hochzeiten und sonstigen Partys gehören. Typischerweise verwendet ein Baila-Ensemble mit elektrischen Instrumenten außerdem Gitarre, Banjo oder Mandoline, Violine, die Rahmentrommel rabana und ein Paar Congas.
Ab den 1960er Jahren entwickelte sich ein Sinhala Pop aus einer Mischung aus indischer Filmmusik, westlicher Popmusik und Reggae. Eine solche Band besteht aus einem Sänger, E-Gitarre, Synthesizer und einem elektrischen Drumset. Die in den Städten gehörte light classical music (singhalesisch sarala gi) instrumentiert eingängige Melodien mit aus der klassischen indischen Musik bekannten Instrumenten wie Violine, sitar, sarod, Flöte (bansuri) und tabla.